# تاريخ الشوكولاتة في إسبانيا

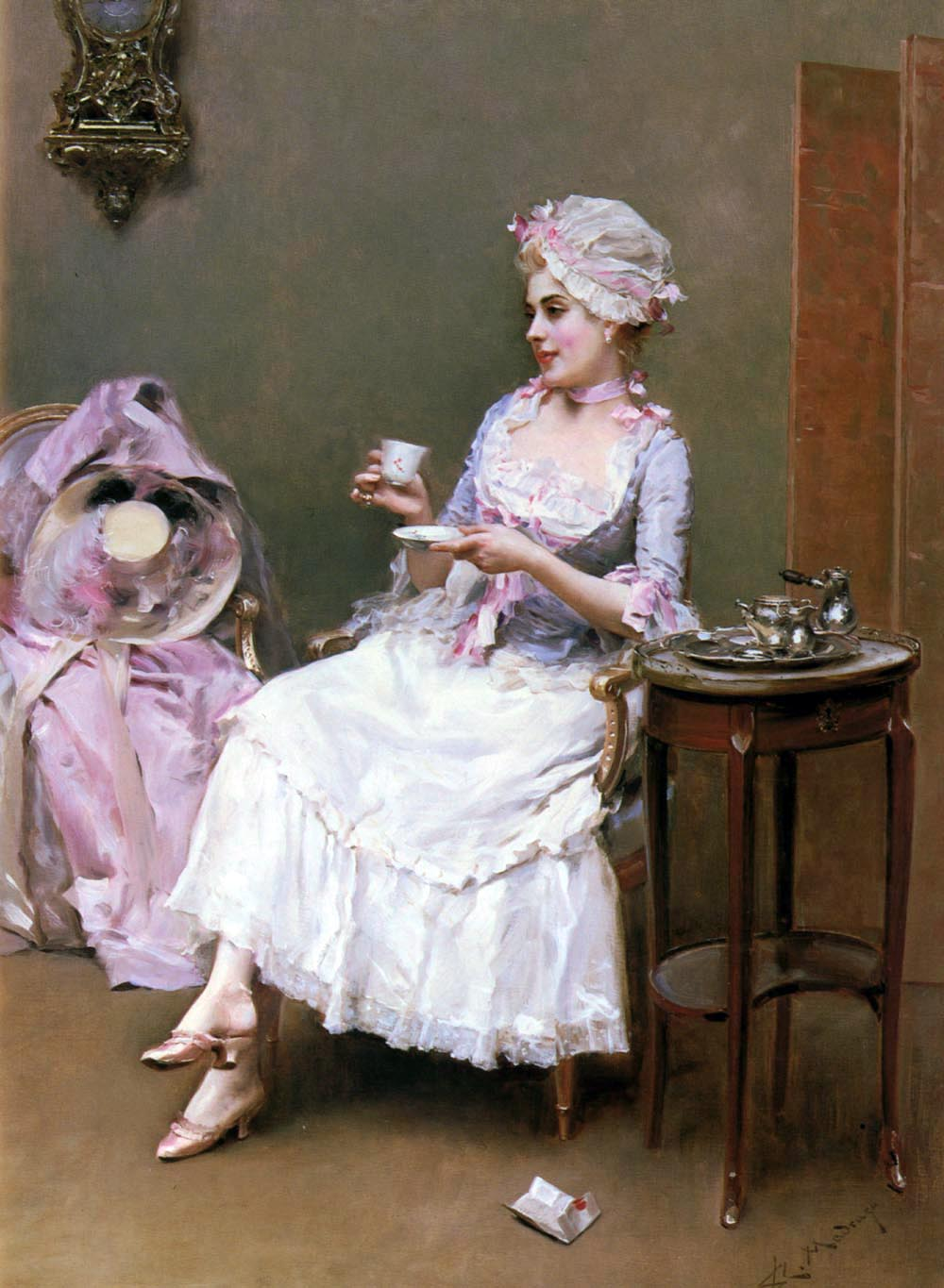
هذه صورة للسيدة (آلين ماسون) وهي تحتسي فنجان من شراب الشيكولاتة، وهي أحد لوحات الرسام رايموند مادراثو.

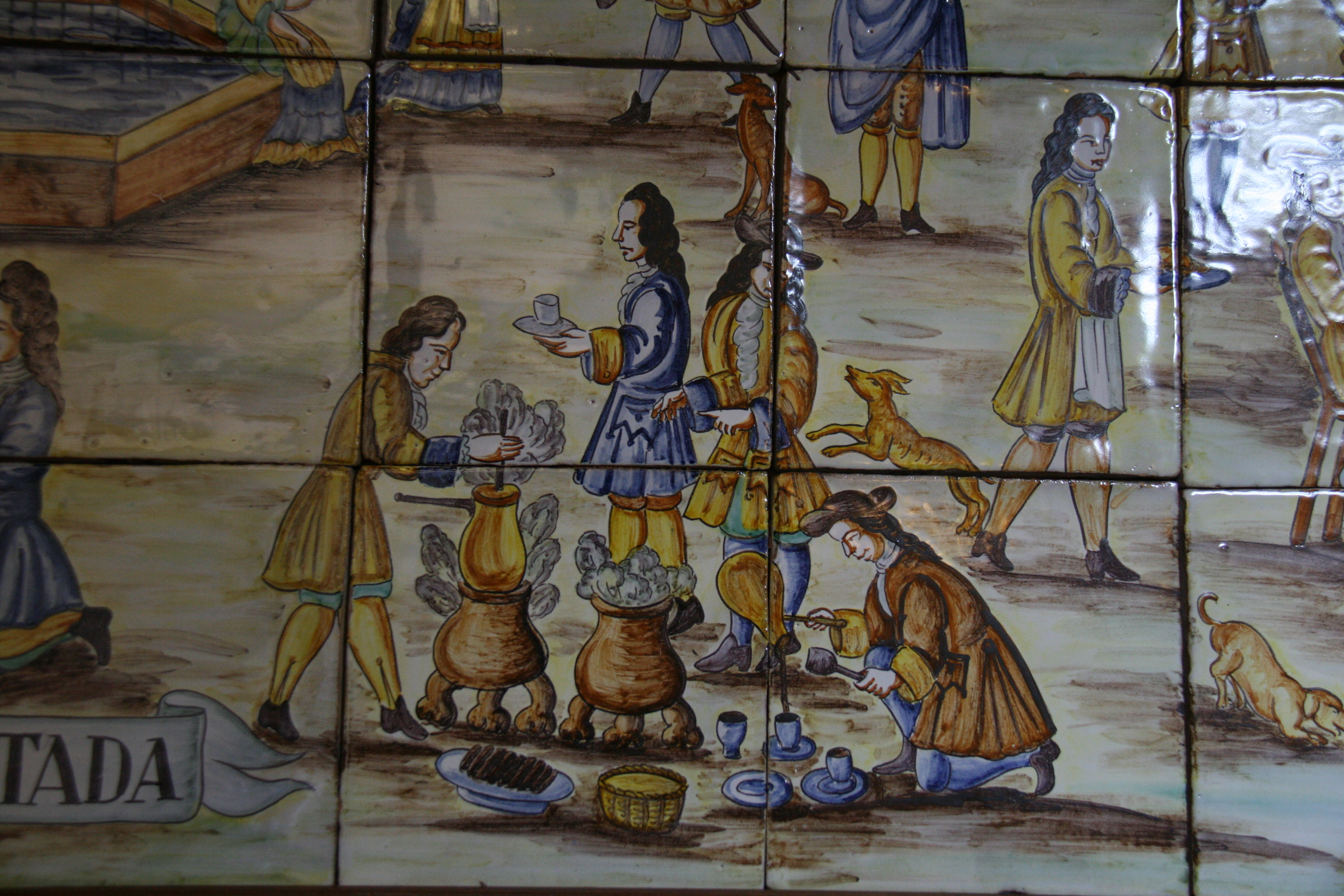
مشهد لإعداد الشيكولاتة في القرن السابع عشر.

تاريخ الشيكولاتة في إسبانيا (بالإسبانية: Historia del chocolate en España)، هو جزء من تاريخ الطهي الإسباني المعروف منذ القرن السادس عشر، عندما كان الإسبان يطهون الكاكاو في أمريكا الوسطى، عند بداية الاستعمار الأوروبي للأمريكيتين حتى الآن. وبعد غزو الإسبان للمكسيك، أصبح الكاكاو من العناصر الغذائية التي تسافر عن طريق السفن من ميناء إسبانيا الجديدة، إلى الساحل الشمالي. وكانت هذه الرحلة هي أول رحلة إلى أوروبا تحدث في عام 1520. وكان يتم تصديرالكاكاو باستمرار بدءاً من القرن السابع عشر من ميناء فيراكروز، وتم فتح طريق تجاري بحري جديد ليجلب الطلبيات الجديدة من إسبانيا، وبعد ذلك من أوروبا.
ودخل هذا المكون سريعاً في عمل الآكلات الإسبانية مقارنة بالمكونات الأخرى التي جُلبت من أمريكا وتم انتشارها في إسبانيا وقد أصبحت الشيكولاتة مشروب معروف ومشهور في آواخر القرن السادس عشر. وكانت الشيكولاتة، منذ ظهورها، يستخدمها الإسبان كمشروب ولم يتم استخدمها في الطهي، وظلت هكذا حتى أوائل القرن العشرين.
كان يتم تحليتها بقصب السكر، وكان الإسبان هم أول من نشروا هذه الطريقة في أوروبا. في أمريكا في فترة ما قبل كولومبوس، كانت الشيكولاتة تُتبل مع الفلفل الحار وتعطي مذاقاً مر وحار ففي البداية كان مذاقها مر ولم يعجب المستكشفين الإسبان، لذلك قاموا بتحليتها بالسكر المجلوب من شبه الجزيرة الأيبيرية، بالإضافة إلى إعدادها ساخنة.
عندما ظهرت الشيكولاتة في موانيء الأندلس، منذُ مائة سنة تقريبًا، أصبحت مشروباً معروفاً في إسبانيا. وبسب شهرة الشيكولاتة في هذه الفترة أصبحت مشروباً في البلاط الملكي، في حين أنها لم تكن معروفة في بقية القارة. وبعد ذلك، انتشرت الشيكولاتة من إسبانيا إلى بقية أوروبا، ودخلت لأول مرة إلى إيطاليا ثم فرنسا.
وكان الناس يشربون هذا المشروب كثيراً في إسبانيا حتى القرن التاسع عشر وتم ذكر ذلك في شروح مختلف المسافرين الذين زاروا شبه جزيرة أيبيريا. فقد قيل أن "الشيكولاتة بالنسبة للإسبان هي كالشاي بالنسبة للإنجليز". وبهذه الطريقة، أصبحت الشيكولاتة مشروبًا معروفاً. ثم أصبحتالقهوة بعد ذلك مشروب مشهور لديهم مثل الشيكولاتة، ودخلت مؤخرًا إلى عادات الطهي الإسبانية بالنسبة لدخولها في بلدان أوروبية أخرى. وفي إسبانيا، أصبحت الشيكولاتة مشروباً منعشاً وتُستخدم قليلاً في الطهي، وكانت تُستثنى من الأطباق الإسبانية الكلاسيكية عندما كان يدخل الكاكاو كمكوّن. وبعد الحرب الأهلية الأسبانية انخفض تناول القهوة تدريجيًا. وفي الوقت الحالي، تترك شركات الشيكولاتة والمتاحف معلومات عن تاريخ هذا المشروب في إسبانيا.

## عصر ما قبل كولومبس

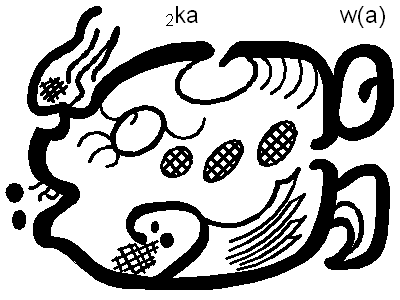
كتابة بالمايا لتسمية الكاكاو.

مازال الجدل من قبل علماء النبات المؤرخين حول أصل شجرة الكاكاو (لينيوس) في أمريكا الوسطى (التي أُطلق عليها في عام 1753، الاسم العلمي الكاكاو) قائم إلى الآن، كما أن هناك افترضات مُختلفة حول المنطقة التي توجد بها هذة الشجرة. ومع ذلك، أشارت بعض النظريات عن منطقة الأمازون، إلى أن نبات الكاكاو نمى بالمثل في أجزاء برية أخرى من أمريكا، بما في ذلك سهول أورينوكو العليا. فمن المرجح أن الأولمك عرفوا نبات الكاكاو، في حوالي العام 1000 قبل الميلاد. ونُقل استخدام هذا النبات وزراعته إلى المايا، الذين كانوا أول من وصفوا الكاكاو في الهيروغليفية (أنظر الصورة اليسرى). فقد أثبتت عينات التحاليل التي أخذها العلماء من مقابر المايا أن هذا المشروب كان يتم استخدامه في طبقات النبلاء. وبالفعل، أوضح دييغو دي لاندا الدور الذي يلعبه هذا المشروب في الاحتفالات الدينية، في كتابه «علاقة الأشياء في يوكاتان».

## المشروبات والغذاء

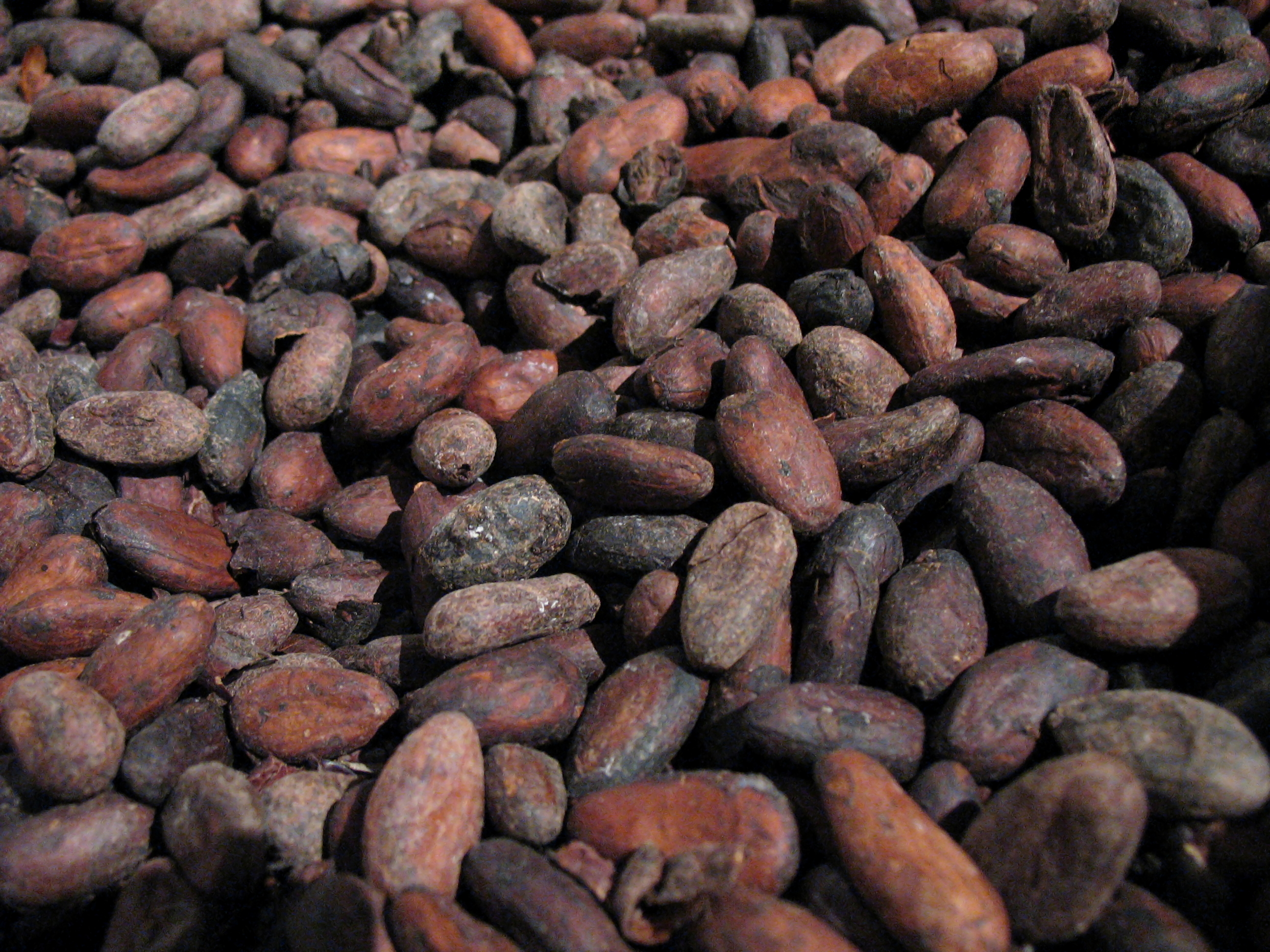
حبوب الكاكاو وتشابهها مع اللوز مما جعل الإسبان يطلقون عليها اسم اللوز في البداية

يوجد جزء كبير من أشكال استخدام الشيكولاتة في كتاب سفر مدريد (مخطوطات المايا). ووصف المؤرخون الإسبان الطرق المختلفة التي كان يستخدمها الآزتيك في فترة ما قبل كولومبوس لتحضير الشيكولاتة: فذكر الأب خوسيه دي أكوستا كيف كانوا يستخدمون الشيكولاتة في إسبانيا الجديدة إسبانيا الجديدة وأشار جونزالو فرنانديز دي أوفيد إلى التقنيات التي تُستخدم في إعداد الشيكولاتة في خليج نيكويا وفي جزيرة تشيرا (كلاهما في كوستاريكا). فعندهم كان «اللوز المحمص» يُطحن ويُترك في الماء ويُطهى حتى تطفو طبقة من الزيت (زبدة الكاكاو). هذا «الزيت» كان لونه أصفر ذهبي، وكان يُضاف إليه نبات البجا أو أشيوت كملون غذائي (بيكسا أوريانا) لإعطاء لون يميل إلى الحمرة للمشروب.
وقد أعد الآزتيك مشروب الكاكاو بطريقة أخرى وصلت عن طريق المخطوطات المجهولة التي وصفها تينوتشتيتلان. هذه المخطوطات، مُوقعة من الفاتح الذي يُسمى بالفارس «إرنان كورتيس»، ونُشرت في فينيسيا في عام 1556. وفي وصف معين من إعداد مشروب الكاكاو يُقال أنه في البداية، كانت تُترك بذور الكاكاو في الأرض حتى تجف ثم تُطحن ويتم تحويلها إلى بودرة، وأثناء طحنها يُضاف مكونات أخرى (مثل البذور والذرة، إلخ). حيث يتم خلط هذا المسحوق مع الماء البارد ويُقلب بملعقة حتى تزداد الرغوة مع تهوية الخليط. وفي بعض الأحيان لم يُعد الكاكاو كمشروب، ولكن كعصيدة، ويضيفوا إليها الحبوب مثل الذرة مطحونة، أو مختلطة مع غيرها من المكونات مثل الفلفل الحار.
وقد زادت معرفة استخدام الكاكاو وانتقلت من المايا إلى الآزتيك، حيث أنه عندما استعمل المستعمرون الإسبان الكاكاو، كان الآزتيك مثل المايا يستخدمون الأوكتلي (مشروب مُخمَر) والشيكولاتة كمشروبات شعبية. وكان اسم مشروب الشيكولاتة عند الآزتيك اختصاره: كاكاواهويتل ('شجرة الكاكاو')، تلالكاكاوات، مكاكاوهاتل، ألخ. وتم تجميع جزء كبير من هذه الأسماء في الأوصاف التي منها تم عمل الكتابات الإسبانية، كما هو الحال في عمل ماغنوم أوبوس لفرانسيسكو إرنانديز من «طليطلة».

## العملة
على أية حال، تعطي مؤرخات الغزاة الإسبان دلائل على استخدام حبوب الكاكاو عند الآزتيك كعملة، الذين كانوا يستخدمون نظام آزتيكا العشريني والذي أصبح استخدامه عام فيما بعد. كانت توجد مسميات خاصة بعملة الكاكاو مثل كؤنتلالتي تتكون من أربعمائة حبة من الكاكاو، واسكيبيل التي تتكون من عشرين كؤنتيل والكارجة، التي تتكون من ثلاثة اسكيبيل. وقد قال جونزالو فرنانديز دي أوفيدوما يلي:
«حتى في محافظة نيكاراغوا، الأرنب يساوي عشرة حبوب من الكاكاو وأربعة حبوب من الكاكاو تعطي تماني ثفحات أو مُشْمُلة من الفاكهة الممتازة ويسمونها مونونثابوت، وذلك يكون حسب ماتكون قيمة قطعة النقود أو مايتفق عليه الطرفين.
»
وكان لاستخدام الكاكاو أهمية في الطقوس الدينية وطقوس الزواج، وكان له أهمية أيضًا في الطب (سواء كان وحده أو مختلط مع نباتات أخرى) وفي الغذاء. وأعطى الاعتقاد بأن الكاكاو هو «هدية من الآلهة» بعض الجمال له في المجتمعات فترة ما قبل كولومبوس فكانت الناس تتعامل معه على أنه رمزًا ثمنيًا. وتم استخدامه كعملة في مدفوعات الضرائب إلى أصحاب السلطة.

## فترة اكتشافه
دائماً يمر اكتشاف الأغذية الجديدة، بعدة مراحل من المعرفة. فبالنسبة للشيكولاتة، أولاً تم استخدام الكاكاو في الطهي، وبعد ذلك كمشروب. وكان يتم وضعه مع نكهات أخرى. لكن في البداية كان الغزاة الإسبان يقمون بتحضير الكاكاو بطريقة أخرى: كان يُخفف، ويتم خلطه مع البهارات الأخرى مثل القرفة ويُقدم ساخنًا. تلك التحولات الثلاثة البسيطة، في القرون الأولى، أعطوا للشيكولاتة طابع مميز عند الإسبان.
هذا النمط نفسه شاهدته أطعمة أخرى سافرت في كلا الاتجاهين (ذهابًا وإيابًا)، على الرغم من أنه كان ليس عليها إقبال ولا طلب مثل الشيكولاتة.

### اللقاء الأول مع كولون
وصل البحار كريستوفر كولومبوس، بسبب الاستثمار الاقتصادي من الملوك الكاثوليك، لأول مرة إلى شواطئ العالم الجديد في 12 أكتوبر 1492 وكان يعتقد في البداية أنه وصل إلى الهند. والهدف من هذا السفر كان توسيع الأسواق من خلال إنشاء طرق تجارية جديدة إلى الهند وبالتالي تكون قادرة على المنافسة مع الإمبراطورية البرتغالية، المسيطرة على الطرق والمعابر البحرية في آسيا. وبعد نجاح الرحلة الأولى إلى العالم الجديد، نُظمت رحلات أخرى بغية استكشاف وخلق طرق تجارية جديدة. وتم ذلك بالفعل في الرحلة الرابعة لكولومبوس، في عام 1502 مع أربعة مراكب، هبطت في هذا المكان بسبب عاصفة غير متوقعة في 15 أغسطس في جزر الخليج. وفي أول استكشفاته للمنطقة أعترض كولومبوس سفينة قادمة لالمايا جاءت من شبه جزيرة يوكاتان وأثارت دهشة الإسبان بحجمها الكبير. وتم تحميل البضائع في جواناخا، وبعد تفتيش السفينة غادرت مجراها وسارت في طريقها. وأثناء رحلة كولومبس ألتقط ثمرة الكاكاو (مما جعله يذكرها في مذكراته باسم «اللوز»)، وعلم كولومبس أن هذا «اللوز» يُستخدم في المقايضة، وهناك أدلة على أن كولومبوس لم يجرب الكاكاو أبدًا.
في فترة لاحقة، تمتد من عام 1517 حتى عام 1519، جرب الغزاه الإسبان برنال دياث ديل كاستييو (الذي يذكر استخدام الكاكاو على أيدي الآزتيك في كتابه التاريخ الحقيقي لغزو إسبانيا الجديدة) وإرنان كورتيس، مشروب الشيكولاتة ووجدوا أنه مر جدًا وحار؛ بسبب استخدام الأشيوت (نوع من الفلفل الحار). وفي بعض الأحيان، كان يتم إضافة دقيق الذرة والفطر أحيانًا. وحينئذ، عرف الإسبان أن ثمار الكاكاو تُستخدم كعملة قانونية من قبل السكان المحليين. وأشار فراي توريبيو دي بينافينتي (الملقب موتولينيا)، إلى وجود الكاكاو في مذكراته أو كتاب أشياء من إسبانيا الجديدة أو السكان الأصليين لها.

### اللقاء في إسبانيا الجديدة
بعد غزو المكسيك، مونتيزوما، قدم إمبراطور الآزتيك، لإرنان كورتيس وأتباعه خمسين جرة من الشيكولاتة. ووفقًا لرواية فرانسيسكو سرفانتس دي سالازار من طليطلة، كان الإمبراطور العظيم لديه احتياطي يصل إلى عدة آلاف جرة من «الكاكاو».
ووصفهاجيرولامو بنزونى الكاتب الإيطالي في كتابه تاريخ العالم الجديد، عام (1565)، قائلاً أن «الشيكولاتة تبدو مشروباً أفضل للخنازير من أن يتحمل شربها البشر»، مُشيرًا إلى أنه لم يجربها على الرغم من أنه عاش في هذه الأرض أكثر من عام. وبالرغم من ذلك الوصف، وصفجونزالو فرنانديز دي أوفيدو الشيكولاتة بأنها عنصر مهم. ولكن بعض الكتاب الهنود رفضوا وصفها لأنهم لم يكونوا متأكدين من مصدر هذا المشروب. وكانت الشيكولاتة التي يُضاف إليها دقيق الذرة (تاماليس)، لا تعجب الغزاة المعتادين على لحم الخنزير وتقنيات الطهي التي تعتمد على القلي أو الطهي مع الدهون كزيت الزيتون أو لحم الخنزير المقدد. وكانت الأطعمة الدهنية، مثل الجبن، لم تكن معروفة لسكان العالم الجديد.
فقد كان الهدف من التزايد الكبير في المخزونات التي تجلبها سفن المستعمرين الإسبانية هو إيجاد بديل أو عمل إعادة إنتاج للأطعمة التي اعتادوا عليها ولها ضرورة سوقية. لذلك، بدأ، في العالم الجديد، زراعة البقوليات مثل الحمص، والحبوب مثل القمح، والفاكهة مثل البرتقال والكمثرى، وبدأت زراعة زيت الزيتون والكرمة. وتم زراعة قصب السكر في ولايات ماركيز دي فالي. وفي أواخر القرن السادس عشر، تم زراعة المحاصيل في مزارع المكسيك. ومنذ ذلك الوقت أُضيف السكر إلى الكاكاو لأول مرة، مما جعل الأقبال عليه أكبر.
خلال هذه الفترة السابقة، التي بدأت في عام 1520، كان الإسبان قد اعتادوا على أطعمة جديدة وكانوا يزرعون المحاصيل الغذائية الجديدة في 'العالم القديم' مع المناخ الغير معروف في أمريكا. وأيضًا تم رفض المكونات الجديدة الإسبانية مثل (القمح والحمص)  من قبل السكان الأصليين: لأن النكهات كانت غريبة بالنسبة لهم.
كان الإسبان ذوو الظروف الاقتصادية المتواضعة يتزوجون من سيدات الآزتيك الأغنياء، وبالتالي كانت المطابخ الاستعمارية يوجد فيها تأثيرات مختلفة في أشياء عديدة من فن الطهي عند الآزتيك. مما ترتب عليه انتشار الكاكاو بين ثقافة البلدين. وذكر برنال دياز دي الكاستيلو، أنه في وليمة عُقدت في المكسيك (وهي دولة بُنيت على أنقاض عاصمة الآزتك) للاحتفال بالسلام بين كارلوس الخامس ملك إسبانيا وفرانسوا الأول ملك فرنسا، كانت الشيكولاتة تُقدم في أقراص ذهبية. ووصف اليسوعي خوسيه دي أكوستا معرفة الكاكاو لدى الغزاة الإسبان في كتابه التاريخ الطبيعي والمعنوي لجزر الهند (الذي نُشر في عام 1590)، وانتشر الكاكاو خاصة بين النساء.
وكما تلاشى النفور الأولي من الكاكاو بين الغزاه، تلاشى أيضًا في إسبانيا. وكان التحول الثاني الذي تمر به الشيكولاتة هو طريقة تقديمها: فكان الكاكاو يُسخن حتى يصبح سائلاً. وبدلاً من ذلك، أخذ السكان المحليين يضعونه في درجة حرارة باردة. أما التغيير الثالث كان محاولة مزج الشيكولاتة مع البهارات المستوردة من العالم القديم، مثل القرفة، وبذور اليانسون والفلفل الأسود المطحون.

### تسمية العنصر الغذائي الجديد

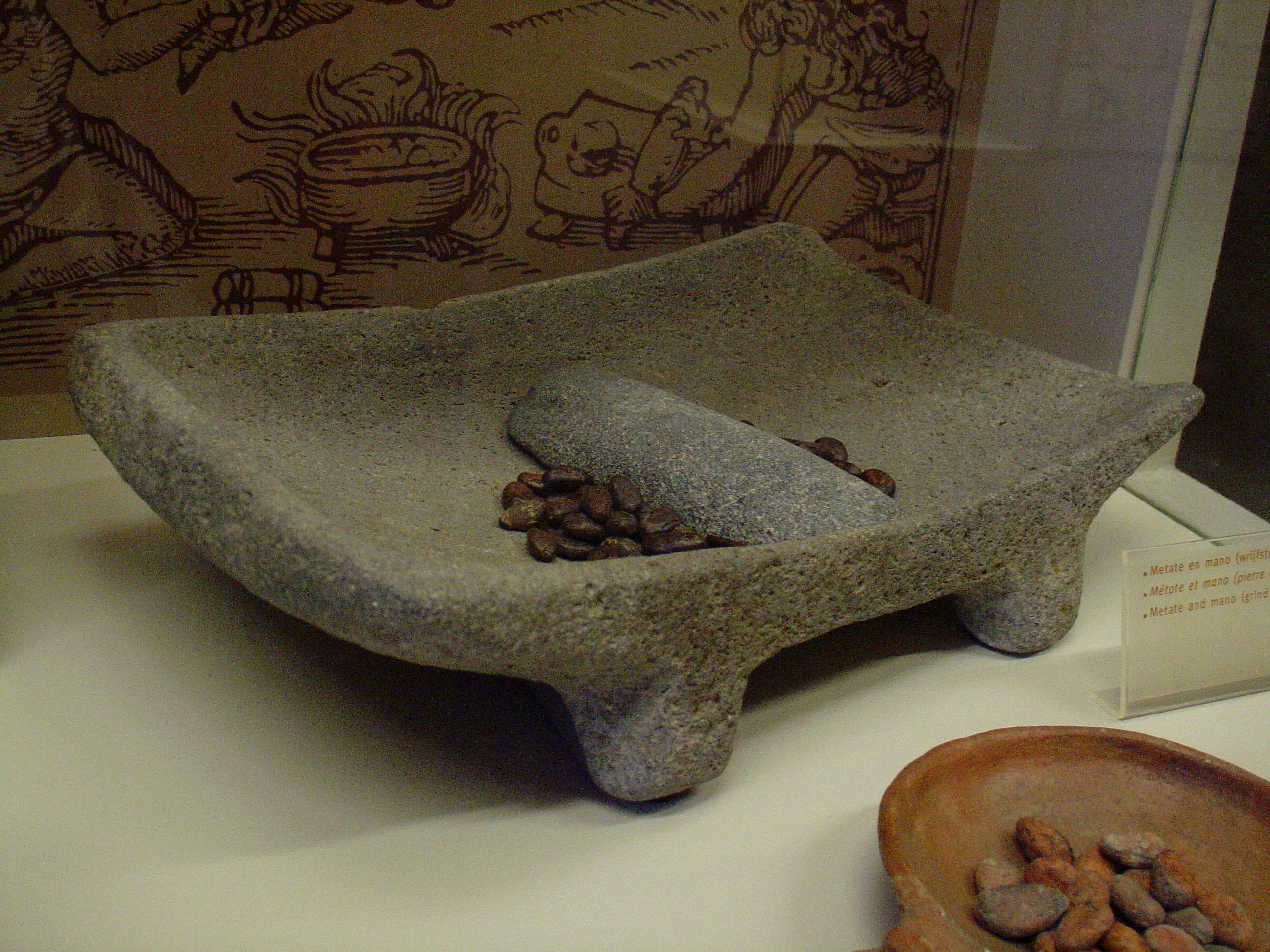
حجر طحن الكاكاو، الأكثر استخداماً في إسبانيا حتى القرن التاسع عشر، الذي أطلقوا عليه اسم شكولاتة الحجر

كانت لغة الآزتيك، ناواتل، صعبة في نطقها للغزاه الإسبان في المكسيك وعادة في ال-TL-فكانت تُنطق مثل ال-TE-. وكانت الصعوبة عند إرنان كورتيس في دقة الناواتل التي كانت واضحة في إرسال الرسائل إلى الإمبراطور، عندما كان يكتب «تميثتتان» بدلاً من تينوتشتيتلان، وآله القبائل هويتثيلوبوتشتلي كأويتشيلوبوس. فقد أدى التعايش بين آزتيك والإسبان إلى إدماج بعض الأسماء في فترة ماقبل كولومبس إلى قاموس اللغة الأسبانية، مثل: ذئب بري (كويوتل) وذرة (نبات)(ألوتل) أو القرع (أكسيكاي). وبطبيعة الحال، كان اسم هذا المشروب الجديد يعاني من التهجين اللغوي.
إضافة إلى أن العديد من القواميس تشير إلى أن كلمة شكولاتة تأتي من الناواتل (شيكولاتيل)، ويبدو من المنطقي أن تتطور tl ل te، بالرغم من أن هذا التحول أكثر تعقيداً. وكان السبب الأول لرفض أن كلمة شكولاتة تأتي من الناواتل هو أن حقيقة كلمة شيكولاتيل لا تظهر في السجلات الحالية لثقافة الآزتيك ولا في عمل ألونسو دي مولينا معجم الكلمات لهذه الفترة والذي نشر النحو في عام 1555، ولا في موسوعة برناردينو ساهاجون هوهوتلاتولي ('أقوال القدماء') وفي كل هذه الأعمال دائماً كانت كلمة كاكاواتل هي ('مياه الكاكاو')، وهو اسم ملائم جداً لتناول مشروب مصنوع من المياه والكاكاو. وقد أشار إرنان كورتيس في خطاباته العادية، إلى «الكاكاو». ولكن في الحقيقة في وقت ما في القرن السادس عشر، بدء الإسبان يستخدمون كلمة شيكولاتيل في إسبانيا الجديدة .
كما أن العالم الفيزيائي للأسرة الملكية، فرانسيسكو إرنانديز دي كوردوبا''، قد أطلق على هذا المشروب نفس الاسم في عام 1570. فذكر شكولاتيل وهي (حبوب الكاكاو) وبوتشوتل وهي (بذور شجرة سيلبا)، وكلاهما يُفرك ب"الطاحونة". ونفس المصطلح استخدامه أيضاً خوسيه دي أكوستا ومعاصريه، وبذلك تم انتشار اسم شيكولاتيل في جميع أنحاء إسبانيا الجديدة وربما في ولاية يوكاتان. ولذلك، فإن كلمة شيكولاتيل هي كلمة مستحدثة. وتوضح دراسات أخرى أنه من الممكن أن تأتي كلمة شيكولاتيل من أكسوكواتل حيث أن أكسو تُعني 'مر' و اتل تُعني 'المياه'، ومازال هذا الاشتقاق لم يُدرك جيداً في الصوتيات، عندما يجب تغيير الصوت من x إلى l. وهذا هو السبب في أن العديد من مفردات معان مايا الخاصة بكلمة شيكولاتة تُسمى " شراب الشيكولاتة" كما أن تشاكاو هنا (تُعني حرفياً "الماء الساخن ') وهي قريبة صوتياً لشكولاتيل وبما أن المستعمرين الإسبان كانوا يستخدمون الكاكاو ساخناً فكان هذا المصطلح ملائم لهم.
وكان العالم اللغوي المكسيكي، أجناسيو دي فيلا جابري، هو أول من اقترح أن الإسبان يستخدمون كلمة المايا الجديدة الشيكولاتة وفي النهاية أطلق عليها شكولاتيل.

### أول شحنات الشيكولاتة إلى إسبانيا
في عام 1520، بدأت السفن الإسبانية ترسل الكاكاو إلى إسبانيا وكانوا قراصنة البحر من إنجلترا يعترضون هذه السفن ليأخذوا مافيها من بضائع، وكانوا في إنجلترا لا يعرفون هذا المشروب. ولا أحد يعرف شيء عن تاريخ وصول الكاكاو إلى الساحل الإسباني، ولكن كان يُعتبر بالفعل عنصر غذائي ذات قيمة في منتصف القرن السادس عشر. وكان الجاليون الإسبان هم أول من حملوا حبوب الكاكاو إلى موانيء إسبانيا في العُلب، لتجنب سرقتها. لكن ليس هناك أي دليل على أن إرنان كورتيس حملها إلى إسبانيا في عودته والدليل على ذلك ما قاله تشارلز الأول، في عمله عام 1528 (بعنوان إمبراطور الإمبراطورية الرومانية المقدسة)، الكاكاو لا يظهر ضمن قائمة الهدايا الآتية من العالم الجديد. وكانت تتم الشحنات الأولى إلى إسبانيا بواسطة القادس التي انتقلت مع مايسمى «برياح الشوكولاتة» من الشمال المواتية للملاحة والتي تسمى هكذا في خليج المكسيك.
علاوة على أن أول تجربة من الشيكولاتة في إسبانيا ترجع إلى وفد الدومينيكان بقيادة فراي بارتولومي دي لاس كازاس، الذي اختار تمثيل المايا كيكتشي من ألتا فيراباز عام 1544 لسفرهم إلى إسبانيا لزيارة الأمير فيليب، الذي لُقب فيما بعد بالإمبراطور فيليب الثانى. وأثناء الاستقبال ذكروا أسماء نباتات مثل ليكيدمبار والذرة والكاكاو. وأثناء تلك الزيارة تم تقديم اللبن بالشيكولاتة، وكان ذلك هو أول حالة تؤكد وجود الشكولاتة في إسبانيا. والذي سهل معرفة الرهبان الدومينيكان لهذا النوع من الطعام هو انتقال الكاكاو بين أمريكا الوسطى والأديرة في إسبانيا خلال السنوات الأولى. وقد أشارت الدراسات إلى أنه قبل هذا الاستقبال، الراهبأغيلار هو أول من أعد في إسبانيا أطباق الشيكولاتة لسيد أنطونيو دي آلبارو، رئيس الدير الأول من دير الحجر. كما ذكر كُتاب آخرون الرهبان البينديكتين كأول مستوردين للشيكولاتة في عام 1532. وقد تم حمل الكاكاو إلى دير الفرنسيسكان الثالث في إشبيلية، وكان هذا الكاكاو قد جلبته ماريا ديل مار، طباخة السفينة التي نزلت في قادس. وهناك مقولة للبينديكتين في هذه الفترة تقول: «لا أحد يشرب الكاكاو، إلا إذا كان راهب أوسير، أوجندي شجاع». وفي عام 1585، أُعجبت السفارة اليابانية، من زيارة الإمبراطور فيليب الثاني في أليكانتي، وقيامه بتقديم الشيكولاتة لراهبات كلاريسث من دير فيرونيكا القريب. فمنذ البداية، كان الرهبان الإسبان هم الخبراء الذين ينشرون وصفة الشيكولاتة بين المجتمعات. وفي عام1601، قال سيرفين ثريتث من مدينة قرطبة، أنه تم عمل الشيكولاتة بكميات صغيرة وكانت توضع في داخلها الخضروات.
وبُذلت جهود لزراعة نبات الكاكاو في وقت مبكر في شبه الجزيرة الأيبيرية وكانت النتيجة ناجحة تمامًا، مما يثبت أن الشجرة تنمو فقط في خطوط العرض بين 20 درجة شمالاً و20 درجة جنوبًا. فالتوسع والحاجة إلى إيجاد مناخات مناسبة لزراعة المحاصيل الغذائية الجديدة جعل الإسبان يزرعون أشجار الكاكاو في فرناندو بوو وهي منطقة في (غنيا الإسبانية) وازدهرت ومن هناك انتشرت في جميع أنحاء القارة الأفريقية. كما أن عمل المعجنات الإسبانية في هذه الفترة سمح بوجود وصفات صنع الحلوى في أيدي الصيدليون، مما جعل وصفات إعداد الحلوى معظم الأحيان تكون سرية: هذا الأمر يتعلق باللتاؤريوس، الذين كانوا يمتلكون وصفات الحلويات. فكانت للشيكولاتة في هذه الأوقات فوائدها الغذائية، وتم عمل دراسة طبية للكاكاو لمعرفة استخدامته الطبية الممكنة ومن الممكن العثور على مثال لذلك في هيئة الدستور الغذائي، الذي كُتب في عام 1552.
وقد كانت تُقدم الشيكولاتة في حلويات مدريد خلال القرن السابع عشر، والسكان المحليين كانوا يطلبون المشروب «القادم من جزر الهند». ونفس هذا الكلام كان يُقال في أوائل القرن الثامن عشر، حيث أخذ بعض الزوار الأجانب في هذه الفترة هذا الكلام في اعتبارهم. وفي عام 1680 كانت الشيكولاتة تُقدم مع الماء المثلج للنبلاء أثناء الأعمال الدينية. وقد روى مظاهر هذا الوقت الكاتب ماركوس أنطونيو أوريانا في قافية قصيرة:
آه، آلهي الشيكولاتة!
تُطحن جيداً،
تُطوى عليها اليد،
تنظر عيونك إلى السماء وأنت تشربها.
كان هذا المشروب منتشر بين النساء من النبلاء اللآتى تشربن الشيكولاتة عدة مرات في اليوم، وقرروا أن يحملوها إلى الكنيسة. ولم تُعجب هذه النزوة الأساقفة، وهو ماتسبب في قرار حظر تناول الشيكولاتة في الكنائس خلال الخطب الطويلة في عام 1681. وبالرغم من ذلك أصبحت الشيكولاتة التي تُقدم في نهاية الخطب الدينية، شعبية جدًا. وفي عام 1690، بمناسبة الزيارة التي قام بها فرنانديز دي سانتا كروز وسآغون لدير سانتا روزا في بويبلا، قامت المسؤولة عن إعداد الطعام والولائم، السير أندريا، بوضع حبوب الكاكاو لإعداد صلصة الدجاج الروميعن طريق الخطأ، ومع ذلك، تم تقديم الطعام. ونكهة هذا المكون الغذائي الجديد في الطعام أعطت له شهرة في بويبلا.

## العصر الذهبي للشيكولاتة

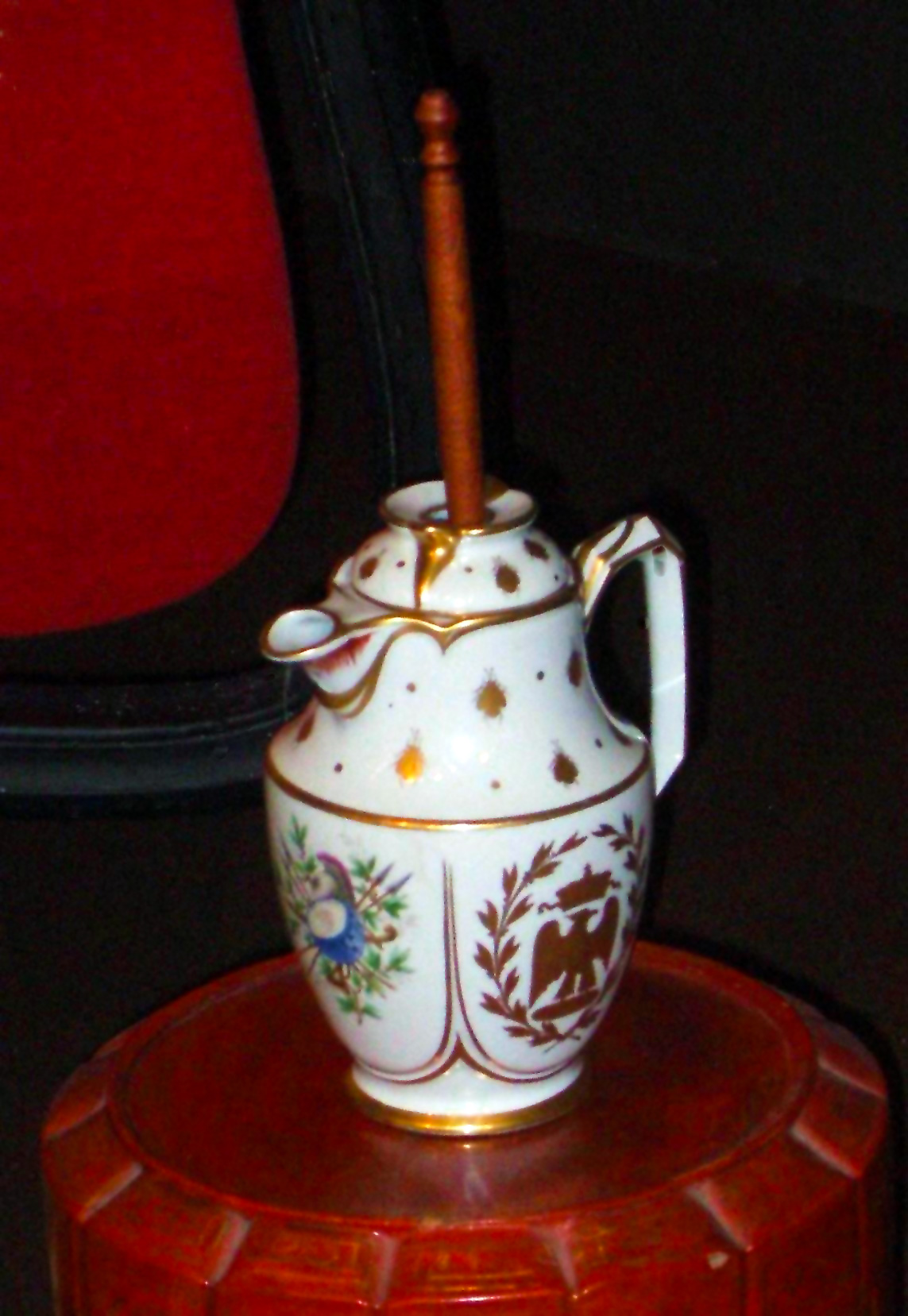
الشيكولاتة في "طاحونة" (عصا خشبية). شكل لطريقة تناول الشيكولاتة في إسبانيا في القرن الثامن عشر.

في أوائل القرن السابع عشر كانت تُقدم الشيكولاتة للشراب وبدأت أن تكون شعبية في إسبانيا، وبدأ تناولها لأول مرة في الطبقات العليا. ورويدًا رويدًا توسعت في الاتجاهين: الجغرافي والاجتماعي. ولم يكن للأطعمة الأخرى من أمريكا نفس قبول المجتمع الإسباني في ذلك الوقت كما كان للكاكاو. وخضعت الأطعمة المتبقية لحالات الدراسة النباتية، وكان يتم إدخالها بشكل استثنائي بموصفات عامة في بعض إعدادات طهي أكلات ليلة رأس السنة. وبالرغم من ذلك كانت الشيكولاتة في القرن السابع عشر هي جزء من طقوس القصر الملكي وكانت تُقدم للزوار. وكان من هذه الطقوس أن سيدات البلاط الملكي تقدم لزائريها من الإناث مشروب الكاكاو مع مختلف الحلويات (الكعك والخبز والمعجنات المحلاة بالحليب) وإناء من الثلج. وكانت تُقدم الشيكولاتة للزوار بين الوسائد وقماش النجود وجمر الحرارة. وظهرت العادات الاجتماعية لشرب الشيكولاتة في المجتمع، في القرون الأولى في إسبانيا.
فمنذ هذا القرن بدأ انتشار الكاكاو وذلك لسببين: الأميرات الإسبانيات اللآتى يتزوجن الملوك الفرنسين المنفصلين واليسوعيون الذين نشروا وصفات الشيكولاتة في مختلف البلدان، مثل إيطاليا. ولم تتوقف أيضاً صادرات الكاكاو من الأمريكتين في منتصف القرن السادس عشر، عن التزايد بسبب زيادة الطلب من أوروبا. وكان يتم تجهيز الشحنات في الموانيء الإسبانية، ومن هناك تذهب إلى موانيء بحرية أوروبية أخرى.

### قبول الشيكولاتة في البلاط الملكي الإسباني
كان انتشار الأطعمة الجديدة لايوجد عليه إقبال كبير في الطبقات العليا مثل الشيكولاتة، وتدريجيًا، عن طريق العادات التقليدية، وصلت الشيكولاتة إلى الطبقات الاجتماعية الدنيا، حتى تم انتشارها لديهم في نهاية الأمر. في البداية، لم تذكر الأحكام الصادرة من من كاسا دي أوستورياث الشكولاتة. وذكر إرنان كورتيس الشكولاتة لكارلوس الأول في رسائله من أمريكا (في ما يسمى برسائل العلاقة) فهي كانت أول محاولة للإمبراطور لذكر الشيكولاتة في مدينة طليطلة. في أوائل القرن السابع عشر، كان مشروب الشيكولاتة مقبولاً تماماً في البلاط الملكي، وتناوله كان شائعاً في حفلات الاستقبال الصباحية في البلاط الملكي. وسريعاً، أصبح يتم تقديم الشيكولاتة بطريقة متشابهة في جميع المنازل الإسبانية في المدن الكبيرة، في القرن السابع عشر. كما نشر الرحالة الإنجليزي واليس فريارد، الذي سافر إلى إسبانيا في عام 1701، في ملاحظاته المختارة الشهرة الجيدة للشيكولاتة في إسبانيا، ويصف الطريقة التي يتم بها عمل الشكولاتة، وهي طحن الكاكاو بشدة بالحجر المحمول وخلطها مع القرفة والفانيليا وكمية صغيرة من الأشيوت. ويمكن الاطلاع على آخر وصفات الشيكولاتة الإسبانية في وقت مبكر عند أنطونيو كولمنرو دي ليديسما، الذي قدم في عام 1644 وصفة ممتازة للشيكولاتة في إسبانيا وأوروبا في أواخر القرن السادس عشر. وترجم كولمنرو عمله إلى الإنجليزية ونشره في جميع أنحاء أوروبا. واتبع الأطباء الإسبان نظرية المزاجات الأربعة (من بينهم كولمنرو) وهي تنص على أن الشيكولاتة ذات مزاج "بارد وجاف 'وتسبب شعور بالحزن. كان المكاثوتشيلث هو واحد من المكونات المستخدمة في وصفة كولمنرو، وأشار إلى أنه إذا غاب هذا العنصر يُمكن استخدام زهرة روز الأسكندرية بدلاً منه.
من القرن السابع عشر إلى القرن العشرين، قُدم الكاكاو بشكل أساسي في إسبانيا كمشروب ساخن. ولم يظهر حتى في أعمال طهي المعجنات الإسبانية في القرن السابع عشر، مثل فن المعجنات كوزينا، ومصنع تعليب فرانسيسكو مارتينيز الذي تم تأسيسه عام 1620، ولم تظهر الشيكولاتة في وقت لاحق من القرن الثامن عشر، على أنها فن جديد من مأكولات الشيف خوان ألميراتث. وبهذه الطريقة، لم تدخل الشيكولاتة في الحلويات الإسبانية حتى أوائل القرن العشرين. وكانت أوقات تقديم الشيكولاتة في الطبقة الأرستقراطية في ذلك الوقت هي في الإفطار (الصباح) وفي الوجبة الخفيفة (بعد منتصف الظهر).

### الانتشار من إسبانيا إلى بقية أوروبا

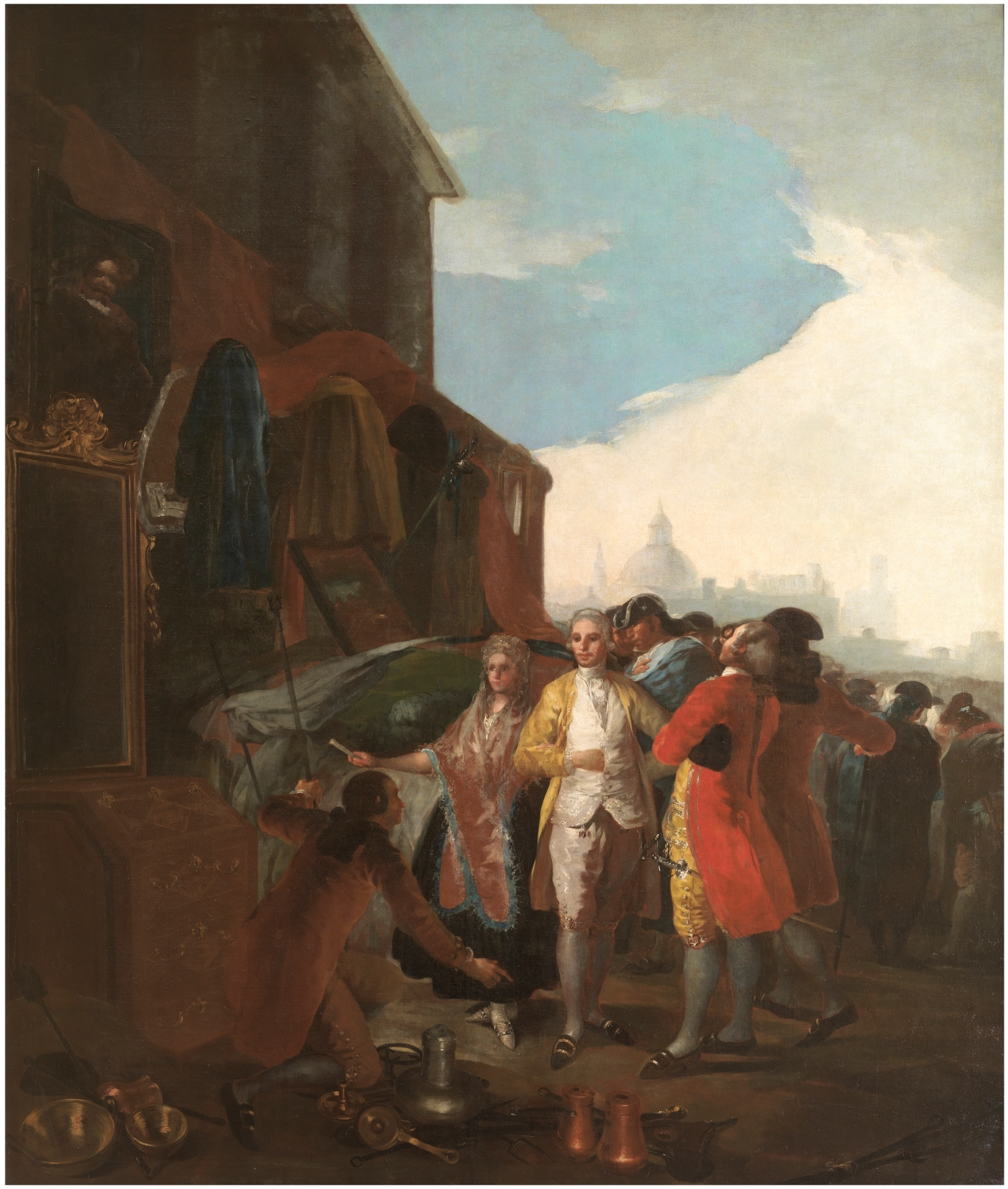
في هذه اللوحة لفرانسيسكو دي جويا نستطيع رؤية العديد من طاحونة الشيكولاتة، والأكواب، والفاكهة المبعثرة.

الطريقة التي تم بها جلب البضائع إلى الموانئ الإسبانية في القرن السابع عشر كانت واحدة من أهم الطرق التي جلبت البضائع. في عام 1691، تم عمل محاولة توزيع للطرق البحارية التجارية وسرعان ما حدث معارضة من معظم تجار الأندلس. ودخلت الشيكولاتة إلى فرنسا من قبل اليسوعيون والدعاية من قبل الملكات الإسبانيات: آنا دي أستوريا (ابنة فيليب الثالث ملك إسبانيا وزوجة لويس الثالث عشر ملك فرنسا) وماريا تريزا دي أستوريا (ابنة فيليب الرابع ملك إسبانيا)، التي انتقلت إلى فرنسا في عام 1660 مع كل خادماتها، لتتزوج من لويس الرابع عشر ملك فرنسا (ملك الشمس). ونتيجة لذلك، في القرن السابع عشر، بدأت الشيكولاتة تدخل في باريس. وبالفعل في القرن الثامن عشر، ذكر فولتير هذا المشروب في أعماله.
وكانت تُقدم الشيكولاتة في القاعات الكبيرة للنبلاء بواسطة صواني من الفضة أو البورسالين الصيني: الصواني حيث يُضع فيها القرع، وفنجان الخزف الذي كان يُشرب فيه الكاكاو. وكان من المعتاد أن يُضع في القرع بعض الحلويات. ويرجع استخدام الصواني إلى بدرو آلبارث من طليطلة وليفا أول ملك في مانثيرا مخترع صنية الحلويات. وأصبحت الصواني مشهورة جدًا بين المنازل الإسبانية للنبلاء، مثل: الكونتيسة، التي كان في عام 1695، لديها ما يقرب من ستة عشر صنية من الفضة للاستخدام في قاعة الاستقبال. وكانت العُلب التي تُستخدم لتقديم الشيكولاتة تُسمى «جوز الهند» والعُلب التي كانت تُصنع من تونالا وتشيلي كانت تُرسل لصاغة الذهب بهدف زيادة تكلفتها وجمالها. وكانت كتب الأوصاف الأدبية والتقليدية التي يظهر فيها العادات الإسبانية في صنع الحلويات وهي غمس الكعك الإسفنجي والحلويات في القرع، تتكرر في إسبانيا الجديدة مثل إسبانيا.
كتب الخباز الإسباني، خوان دي ماتا؛ في عام 1747 واحدة من أول مؤلفاته عن المعجنات الإسبانية، بعنوان فن المعجنات: الذي يحتوي على كيفية صنع جميع أنواع الحلوى الجافة، وبه فصلاً عن الطريقة التي يتم بها عمل الشيكولاتة في إسبانيا:
| تاريخ الشوكولاتة في إسبانيا | ... هي عجينة صلبة، مصنوعة من الكاكاو (تتعدد أنواعها، والأكثر مذاقاً التي يكون فيها كاكاو كراكاس)، والسكر والقرفة. | تاريخ الشوكولاتة في إسبانيا |

وأضافت دي لاماتا ماء الزهر والفانيليا. كان استخدام المكونات الإضافية للشيكولاتة مستمرة في الشكولاتة الإسبانية حتى القرن التاسع عشر (الذي أُطلق عليهها، اسم 'الشيكولاتة غنج "). مع وصول آل بوربون للعرش، شرب كثير من الملوك هذا المشروب الجديد، وكان هذا المشروب هو الإفطار المفضل لدى فيليب الخامس وكارلوس الثالث. وبهذه الطريقة، كانت الشيكولاتة في عام 1730 من أثمن الهدايا التي يُمكن أن تُقدم للملوك. وكانت تُقدم بنفس الطريقة في الإمبراطورية الإسبانية. وكانت القرفة من مكوناتها بشكل عام. وعادةً كانت تُرسل الشيكولاتة كهدية لمنازل مختلفة في أوروبا وكذلك البابا. وكانت الشيكولاتة التي تُستخدم في هذا الوقت في إسبانيا من نوعية واحدة، خاصة بالطبقة الاجتماعية العليا التي تشربها، والذي كان ى يميز أيضاً الطبقات الاجتماعية العليا هو القرع واستخدمه رجال الدين، في الصواني الفضة أو" البورسالين "، وكان يستخدمه أيضًا أسر أخرى متخصصة في تزيين القرع خصيصًا، أما الناس العامة كانوا يضعوه في الصواني الفخارية البسيطة. ووصفت الكونتيسة دي ألوني في أعمالها الأدبية العادات الأرستقراطية الإسبانية لتقديم الشيكولاتة.

### تصنيع الشيكولاتة في القرن الثامن عشر
الكاكاو الذي تم دخوله إلى إسبانيا خلال القرن السابع عشر والثامن عشر كان يأتي من المستعمرات الإسبانية في فنزويلا. وفي البداية، كان السوق في هذه المناطق هو هولندا، وفرضت تسويق أسعار الكاكاو بصورة تعسفية. وبسبب قرار أعلنه فرانسيسكو خافيير مونيب ليداكز ، في 25 سبتمبر 1728، بموجب مرسوم ملكي أصدره الملك فيليب الخامس، والشركة الملكية في كراكاس، تم السماح بتبادل مخطط التجارة وعمل اتفاق بين مدريد في إسبانيا والقبطانية العامة في فنزويلا. وأصبحت هذه المنظمة واحدة من أسواق تصدير الكاكاو إلى أوروبا. كان الكاكاو مُخزن في محلات البقالة الإسبانية مع غيره من المنتجات وكان يوجد ثمانية وأربعون لوح شيكولاتة (كل واحد منهما باسم مختار من القديسين) من الشركة الملكية كراكاس. وهكذا، خلال القرن الثامن عشر، كان هناك في شوارع مدريد تشكيلة واسعة من أكشاك بيع الشيكولاتة. وخلال فترة حكم كارلوس الثالث، استهلك البلاط الملكي في مدريد حوالي رطل من الشيكولاتة في العام.
عندما تم اكتشاف الشيكولاتة في جميع أنحاء أوروبا، تأثر الحلاوانيين الإسبان في البداية من الإمكانيات التقنية الجديدة التي تتيحها القوى الصناعية للثورة الصناعية. وبدأت هذه الآلات تحل تدريجيًا محل العمليات اليدوية. وهكذا، في الربع الأخير من القرن الثامن عشر، أسس بليتير الفرنساوي لأول مرة مصنع الشيكولاتة الذي يستخدم المحركات البخارية. في عام 1828، في هولندا، تم فحص تكوين الكاكاو باهتمام حتى يمكن استخراج دهون الكاكاو بشكل محكم. وزادت هذه التحسينات إلى حد كبير من نوعية الشيكولاتة وسهولة تصنيعها. وكانت كل هذه التطورات التكنولوجية من المنازل الكبيرة لصانعي الشيكولاتة الأوروبية مثل: كولر، وتوبلر، وسوتشارد، وليندت، ونستليه.
في إسبانيا، شهد بعض المسافرين في وقت مبكر في عام 1780، أن برشلونة كانت متطورة في عملية الطحن. وبدأ عمل المكينة يقل تدريجيًا مع وجود «الطاحونة»، التي حُملت من قرية إلى قرية واستقرت في الأماكن التي كان مطلوبًا فيها مهارة طحن الكاكاو. وقامت أسر إسبانية في القرن الثامن عشر ، بمحاولة للحفاظ على الطريقة التقليدية، بشرب الكاكاو المطحون في منازلهم الخاصة. وتُعد مصنع الشيكولاتة الأول في إسبانيا الذي يرجع تاريخه إلى عام 1777 ، هي «مادما دلفينا» وشارك معها في تأسيسه سادة البلاط الملكي وتم إنشاء المصنع من القرب ببرشلونة. وأصبحت الابتكارات التقنية في الشكولاتة تقل تدريجيًا، حتى اختفت بالفعل بعد مائتي عام.

## القرن التاسع عشر والرومانسية

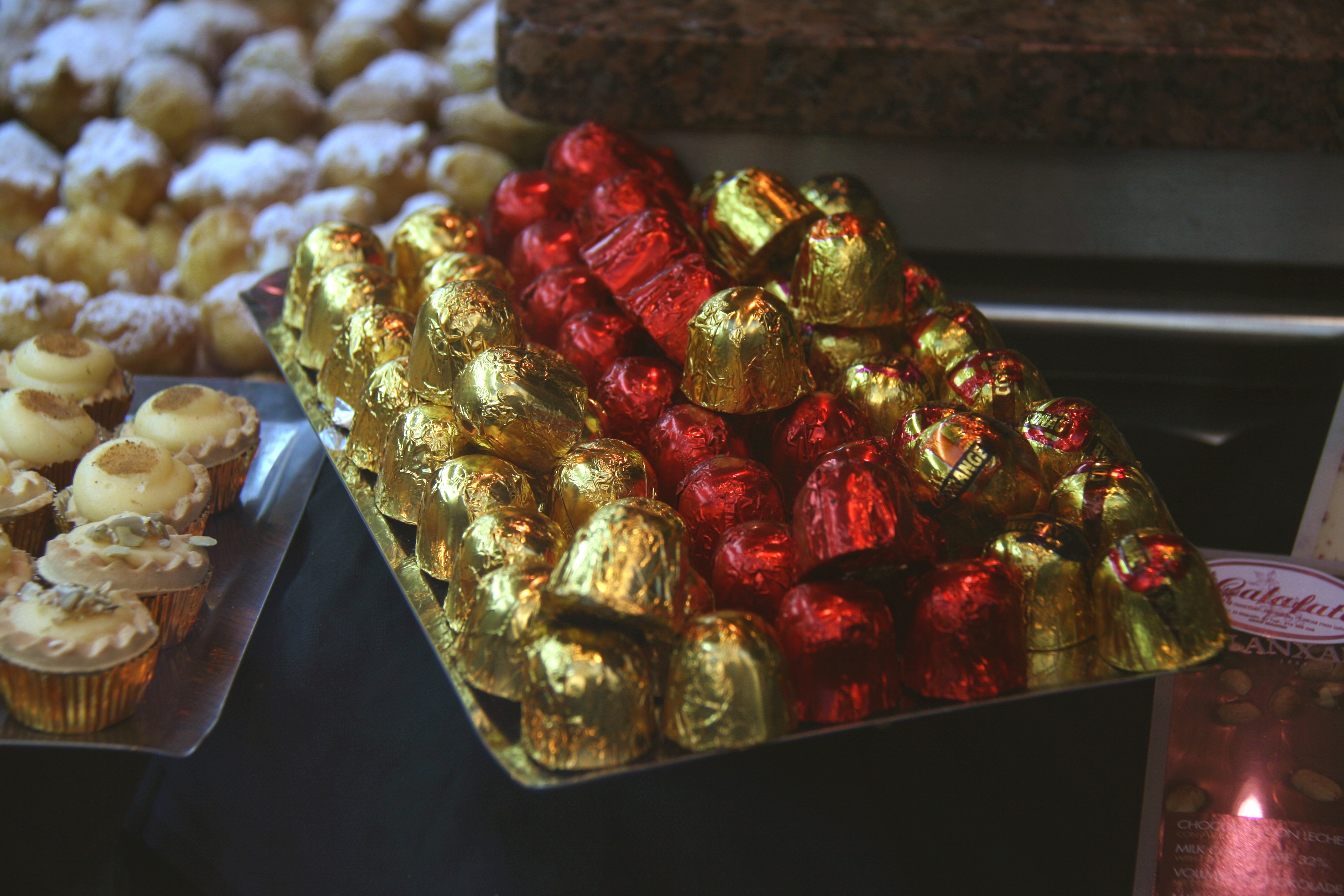
شكل تصنيع الشكولاتة المُصدرة لشمال أوروبا على هيئة حلوى سكريّة.

تم اكتشاف التقدم التقني في إنتاج الشيكولاتة في شمال أوروبا، وخاصة الكاكاو من قبل الصحافي الهولندي يوهانس فان هوتين في عام 1828، وأدى ذلك التقدم لإعادة إنتاج أشكال جديدة من الكاكاو موجودة في شكل صلب، مثل أقراص الشيكولاتة وأشكال الحلوى السكريّة. وكان من الشائع بين المؤرخين الطباخين أن يقوموا بتوصيل اختراع الشكولاتة الصلبة للتكنولوجيا الأوروبية في القرن التاسع عشر، على الرغم من أنه في القرن السابع عشر، بالفعل، تم أهملها في المكسيك في المستعمرات على يد المبشرين الأسبان. ولكن ما هو مؤكد هو أنه حتى القرن التاسع عشر التحسينات التقنية لم توسع أمكانيات تقديم هذا المنتج الجديد. في عام 1844، أعلنت شركة الشكولاتة برازو فويرتي في هافانا أنه تم إنتاج الشيكولاتة بشكل جديد، وذلك بفضل آلات من إسبانيا. في أستورغا، بالفعل في عام 1885، كان هناك العديد من المهندسين الذين اخترعوا آلة لتحسين عملية تصنيع الشيكولاتة، منهم واحداً من المعروفين يُسمى أنجل غارسيا (الملقب ميكانيكي)، هو الذي صمم نواعير الحمام، والخلاطات، والمصافي، وطواحين الهواء. واستطاعت مصانع الشكولاتة الأوروبية، عام 1870، أن تُصنع الشكولاتة بالحليب المجفف، وظهرت أقراص الشيكولاتة الأولى. فوجود الأجهزة الجديدة مثل كونشينغ سمح بتصنيع قطع من الشكولاتة. وأدى ذللك إلى وجود طلب قوي لأشكال الشكولاتة الخيالية التي تستحوذ على مخيلة الأطفال.
كانت التطورات العلمية وإدراج آليات جديدة في إنتاج الشيكولاتة هي السبب في جعل الشكولاتة بثمن أرخص وأدت إلى زيادة استهلاكها في إسبانيا. وكان هذا الاستهلاك في أزهى فتراته في القرن التاسع عشر. كما بدأ الإنتاج الإسباني يكون في أيدي الشركات العائلية الصغيرة الناشئة التي تقدم منتجاتها فقط إلى الطلب المحلي. وكانت أيضاً مبيعات باقي الشركات الأوروبية غزت تدريجيًا الأسواق الدولية.
من بين المصانع الأولى في إسبانيا يوجد مصانع: الإخوة نيكولاس، وفورتوناتو لوكا دي تينا، والملكة، الذين بدأوا الإنتاج في عام 1860 وكانوا في طريق إشبيلية (الكالا دي جواديرا) (منطقة صناعية تسمي توري بلانكا). وأتقن الإخوة نييكولاس تقنيات تحميص الكاكاو . كان شعار مصنعهم هو "قس الآباء البينديكتين ' وكان يتبع إستراتيجية عمل مطعم لاهاردي.
كان القرن التاسع عشر يتسم بتفضيل الناس للشيكولاتة المطحونة باليد، وكان يُفضل أن الخليط يكون غير متجانس، وثبت أن في هذه الطريقة أفضل طعم للشيكولاتة. كان الطحن اليدوي شاق جداً، وكانت الكونتيسة إيميليا باردو بازان تفرق بين طعم الشيكولاتة المطحونة باليد والشيكولاتة المطحونة بالآلات. كان يجلس الذين يطحنون على ركبتيهم، ويحركون العجلة التي تدير الحجر المنحني. وسُميت هذه التقنية ميتات وكانت تُستخدم في أماكن أخرى من المستعمرات. وذكر الكاتب بينيتو بيريز جالدوس طعم الشكولاتة في العديد من رواياته.
في هافانا، أُعلن لأول مرة عمل الفول السوداني بالشيكولاتة، وتم تقليده في إسبانيا ثم أصبحت مع اللوز. أدى عمل الفول السوداني بالشيكولاتة إلى التقليل من عمل الشيكولاتة سادة. وكان من بين المنتجات المقدمة للمستهلكين، شيكولاتة سوكونوسكو وكانت أكثر قيمة غذائية، تليها الفانيليا ثم القرفة. كان يتم خلط الشيكولاتة بالخليط المطحون باليد وبالماء (وأحياناً بالحليب، وهذه العادة كانت في الطبقات العليا) وكان الحليب يُغلي، ويتم ضربه بقوة بملعقة خشبية مع خليط الكاكاو البودرة.
واستمرت وصفات الشكولاتة من رجال الدين. كانت أنخيل مورو الأكثر شهرة في عام 1884 من راهبات سمورة. وكانت تطهي الشيكولاتة في وعاء من الفخار وتُترك لتستوي. وفي اليوم التالي، تضع الوعاء في الماء. مما جعل هذا الشيكولاتة أكثر ليونة.
في منتصف القرن التاسع عشر، بدأت منازل الطبقات العليا تقدم مشروب من أصل آسيوي، وهو الشاي. في الوقت الذي كانت تنتشر فيه الشيكولاتة بكثرة بين الطبقات العليا.
في عام 1875، أنشأ الصيدلي هنري نستله السويسري الحليب البودرة، بالتعاون مع بيتر دانيال. وقُدم هذا الاختراع لعمل الشيكولاتة الصلبة والذي أعطي الشهرة لسويسرا: هو خلط الكاكاو مع السكر والحليب لأواخر القرن التاسع عشر. في ذلك الوقت، كانت المصانع في إسبانيا لها قدرة صناعية كبيرة، فكانت تنتج بين 125 و250 كيلوغراما من الشيكولاتة يومياً.

### التخصص في صناعة الشيكولاتة
| الكاكاو! في الحديقة والشيكولاتة في موكتيزوما. تاريخ الشيكولاتة يشبه القصة لم تُشرب في الدير، وعند الآزتيك، كان النزاع سواء عند قبائل الهنود، إذا كان في تاباسكو! إذا كان في تشياباس! كان الكاكاو في لغة أناهواك، يُعني الخبز من الآلهة، والرجل الحكيم كان يُصدق هذه المزحة وكان الكاكاو في اليونانية يُعني: كاكاو. |
| —رامون ماريا ديل بايى إنكلان أحد رجال الدين الإسبان. |

كان مشروب الشيكولاتة وصل إلى الطبقة الوسطى، مما جعله يتكاثر في أماكن التجمعات الاجتماعية، مثل المقاهي. بدأت توجد هذه العادة الإسبانية في أواخر القرن الثامن عشر وازدهرت في منتصف القرن التاسع عشر، مما سهل استخدام الشيكولاتة الساخنة. اختار كل مكان في إسبانيا عنصر الطهي المميز للمكان، وكانت الشكولاتة تُستخدم في كل الأماكن. مما أدى لعمل التشوروس في مدريد، والكعك في فالنسيا، والكعكة الإسفنجية على شكل الأصابع في برشلونة والخبز المحمص في ساحل سانتندر. وكل هذا تم عمله مع الشيكولاتة.
كُتبت أول إشارة في إسبانيا حول مهنة صانعي التشوروس عام 1621، خلال الفترة الأولى من عهد فيليب الرابع، وطلب فيلاسكو بيدرو بزيادة في السعر على المنتجات.
بين المراجع الأدبية في ذلك الوقت عن الشيكولاتة والمقاهي يوجد تفسير له روح الدعابة من رامون ماريا ديل بايى إنكلان، لماذا لا تُشرب الشكولاتة في الدير، على الرغم من شعبيتها الكبيرة عند رجال الدين الإسبان.
فقد أصبحت الشيكولاتة المشروب المفضل في المقاهي الشعبية، وبدأت تزدهر في المدن الإسبانية وفي الفنادق الصغيرة القديمة. وكانت التجمعات، الموجودة في هذه الأماكن العامة، تتناول الكاكاو. وبدأ في 27 سبتمبر 1821 استقلال المكسيك، مما ترتب عليه نهاية إسبانيا الجديدة، وذلك أثر على صادرات الكاكاو إلى إسبانيا. فكانت مصانع الشكولاتة هي المتخصصة في عمل الشكولاتة، والتي بدأت تظهر في المدن الكبيرة. في مدريد، كانت دونا ماركويتا واحدة من مصانع الشكولاتة، تقع على شارع القلعة (المعروف أيضاً باسم سوتانيو)، كان مشهور جدًا. في برشلونة، يوجد منزل كوتشارياس التقليدي، الذي فُتح في عام 1786، وكان واحدًا من مصانع الشكولاتة في مدينة كوندال. هذا الاسم أتي من كونه أول من استخدم الملاعق في عمل الشكولاتة، وكانت هذه فكرة جديدة، وهو السبب في استخدام الملاعق الخشبية حتى الآن. وكان خوان جوان دي سايجو في بالما دي مايوركا واحدًا من مصانع الشكولاتة الأولى في إسبانيا، ويعود تاريخه إلى عام 1700، ويقع بجوار كنيسة سانتا إيولاليا.

### الزوار الأجانب

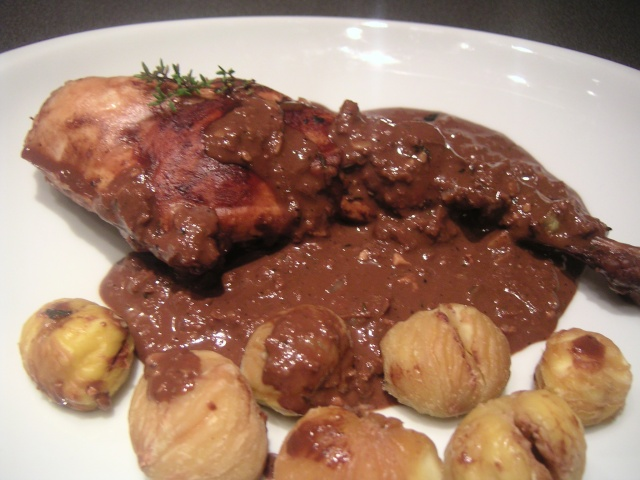
بعض الأطباق الإسبانية التي تحتوي على الشيكولاتة كما هو مبين بالصورة أرنب بصوص الشيكولاتة.

المسافرين الأجانب الذين زاروا شبه الجزيرة الأيبيرية جمعوا معلومات عن عادات الطهي الإسبانية ومن بينها معلومات عن الشيكولاتة. من بين هؤلاء الأجانب، كان الدبلوماسي الفرنسي خوان فرانسيسكو بيرون، وهو أول من اكتشف استعمال الشيكولاتة عندما سافر إلى إسبانيا في عام 1772 -1773. ولاحظ الأجانب وجود الشيكولاتة في قوائم الأكل لمعظم الفنادق الصغيرة والاستراحات. خلال هذه السنوات كانت للشكولاتة انتشار كبير في مدريد حيث لم يكن يوجد معجنات في الوقت الذي كانت الأكشاك تبيع فيه الشيكولاتة.
كان تحديد استهلاك السكان الإسبان في القرن التاسع عشر من الصعب جدًا أن يتحقق. ومع ذلك، في بداية هذا القرن وجد كتاب أجانب كثيرون في إسبانيا أن الشيكولاتة مشروب يومي. فقد ذكر جوزيف تاونسند كيف كانت الشكولاتة تُباع للإفطار. ويقول:
| تاريخ الشوكولاتة في إسبانيا | الميزة التي في الفنادق الصغيرة في إسبانيا، هي أنها على الرغم من الصعوبات العديدة التي تواجهها، وبغض النظر عن مدى سوء الخدمة عندهم، إلا أنه يوجد شيكولاتة جيدة عندهم. | تاريخ الشوكولاتة في إسبانيا |

وكانت الشيكولاتة تُشرب ساخنة خلال القرن التاسع عشر وأصبحت مشروب شعبي. واعتبرت أنجل مورو، الطباخة الإسبانية في أواخر القرن، أن شرب الشكولاتة واحدًا من رموز إسبانيا مثل مصارعة الثيران. ووضع في الأعتبار أيضًا السيد بيت بيرن القدرة على صنع الشيكولاتة وتوافرها في المبيعات.
في أواخر القرن العشرين بدأ استخدام الشيكولاتة كمكون في الأكل، وذلك بسبب الاتصالات المكثفة مع مطابخ البلاد الأخرى مثل المطبخ المكسيكي. وتم إدخال الشيكولاتة في مكونات أكل المطابخ الإسبانية، وكان أيضاً المطبخ الكتالاني قد أدخل منتجات الكاكاو بين مكونات أكلاته. كما ظهر في وصفات الأكل الإسبانية تأثير مطبخ نافارا. وبعض الأكلات بدأت تشمل الشكولاتة كمكون، مثل: "الفطر بالشيكولاتة"، و"جراد البحر والدجاج مع الشيكولاتة"، و"الأرنب بصوص الشيكولاتة، "البطة المحشية بمرقة الشيكولاتة"، وغيرها. وقد تم استخدام الكاكاو في المطبخ الأمريكي ، في إعداد طهي الدجاج الرومي. وجعل تقديم الدجاج الرومي بخليط الشيكولاتة من قبل الغزاة في أمريكا الوسطى هذا النوع ينتشر تدريجيًا ويدخل في المطابخ الأخرى مثل: مطبخ كوبا.

### شغف الكنيسة بالشيكولاتة
ظهر شغف الكنسية بالكاكاو منذ أوائل القرن السادس عشر وخاصة الكنائس التي كانت على جانبي المحيط الأطلسي. كانت وصفات إعداد الشكولاتة قد وصلت إسبانيا من مصادرها. كانت الشكولاتة التي أخذت ترتيب سسترسن من أفضل الشكولاتات، وبعد إصلاح مصنع ترابي، أصبح أول مصنع للشكولاتة لدير بوبليت. كانت من عادة الكنيسة في ذلك الوقت تناول الشكولاتة وقد ذكر جيرونيمو دي باريونويبو الشكولاتة في كتاباته عام 1892.
ظلت هذه الهواية حتى القرن التاسع عشر، عندما وضع الأدب الشعبي صورة الكنسية أثناء تناول الوجبات الخفيفة من الشكولاتة مع القرع. وانتقلت هذه الفكرة لمختلف البلدان في أوروبا. ورفض اليسوعيون استخدام الشكولاتة، أثناء فترة حكم موزيو بيتيستشي، معتبرين أن ذلك مساعدة على الفقر. وكانت الشكولاتة تُأخذ في وجبة الإفطار في الكنائس. ومنذُ عام 1662، أصبحت الكنيسة تقدم الشكولاتة الساخنة في وجبة الإفطار، قبل إقامة القداس.
خلال فترات الصوم في الكنيسة كانت الشكولاتة يتم تحضيرها بدون وجود أي نوع من منتجات الألبان؛ لهذا السبب كان الكاكاو يُحضر بالماء الساخن، ويُقدم بعد إقامة القداس. وتوجد أدلة على هذا في الكتب الأدبية على مدى القرن التاسع عشر. على أي حال، في القرن السابع عشر، كان هناك جدل بين علماء دين، وأساتذة الجامعة حول ما إذا كانت الشكولاتة تضر بالصيام المسيحي أم لا. وقد قسم هذا الجدل حول الشكولاتة المجتمع المسيحي إلى جزء يرى الشكولاتة أنها تضر بالصيام وجزء آخر يرى أنها لا تضر به، وكُتبت مواضيع كثيرة حول ما إذا كانوا مع أو ضد. وأكداو أن الأطعمة التي لايصلح الصيام بأكلها هي الأطعمة التي لها تفسد الصيام، وتضمنت الشكولاتة. وكتبت أنطونيو دي ليون بينلو، الكاتبة المسرحية، عام 1636، في ي عملها مسألة أخلاقية، الذي نُشر في مدريد، إذا كانت الشكولاتة تضر بالصوم عند المسيحين، حيث أوضحت أن المسألة متعلقة بإذا كانت الشكولاتة "صلبة أو سائلة". فإذا كانت الشكولاتة صلبة فهي تضر بالصيام ولا ينبغي أن تؤكل أثناء فترات الصيام.
كان يدور حول موضوع الشكولاتة جدل قوي. وأعلن الكاردينال فرانسوا ماري برانكاكسيو أنه مع تناول الشكولاتة في فترات الصيام في عام1662، وأعرب عن رأيه في هذه العبارة اللاتينية المادة السائلة لاتضر بالصيام. وقامت الكنيسة الكاثوليكية بتناول الشكولاتة أثناء الصيام، دون إضافة الحليب أو البيض. وأكد البابا بولس الخامس أن تناول الشكولاتة لايفسد الصيام قائلًا عبارته الشهيرة، على الرغم من أن هناك بعض الجدل: فإن الشكولاتة لا تفسد الصيام. وقال أيضًا البابا غريغوري الخامس عشر نفس هذا الكلام.

## الحداثة

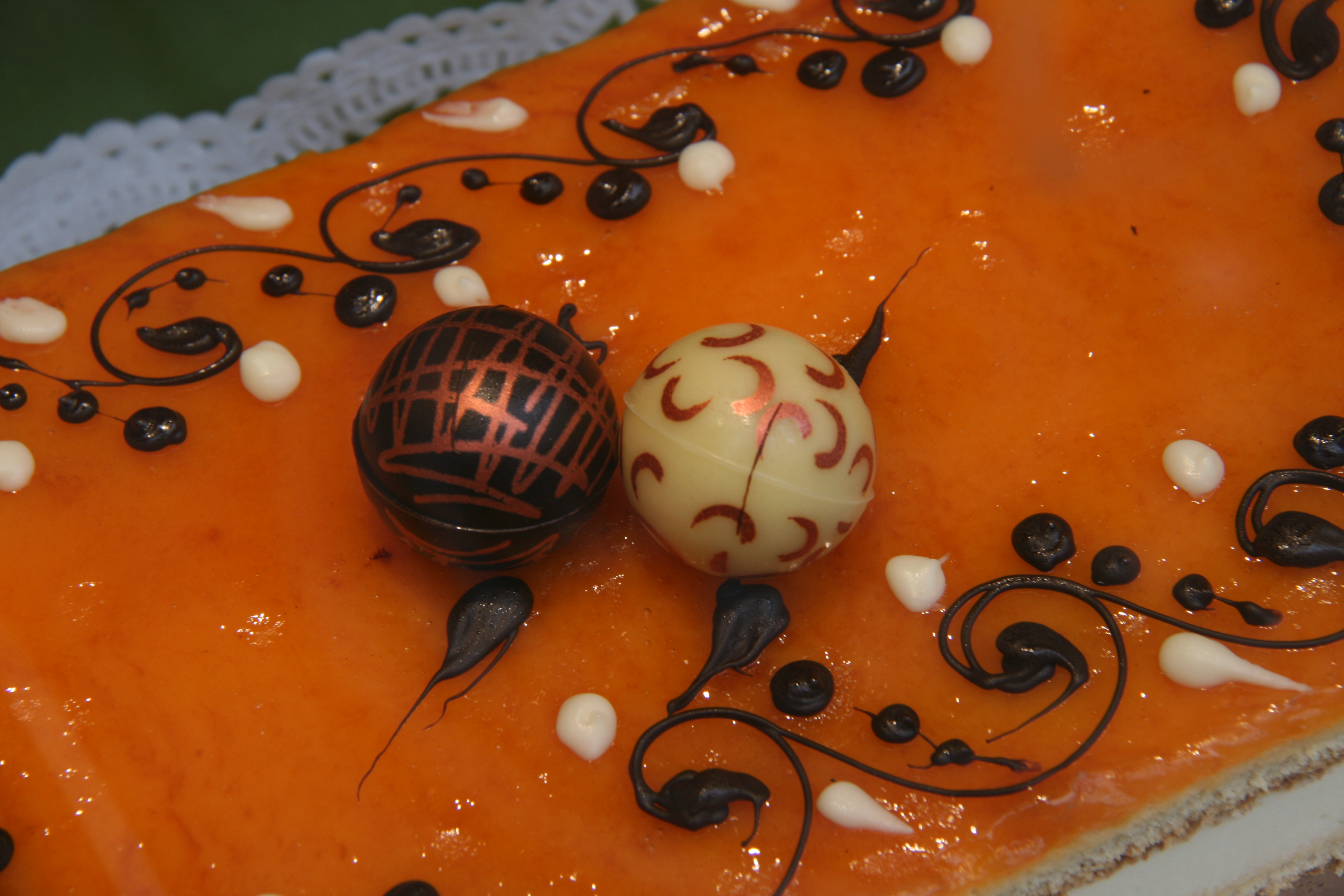
تم التوسع في استخدام الشيكولاتة وأصبحت تُستعمل لتزين الكعك.

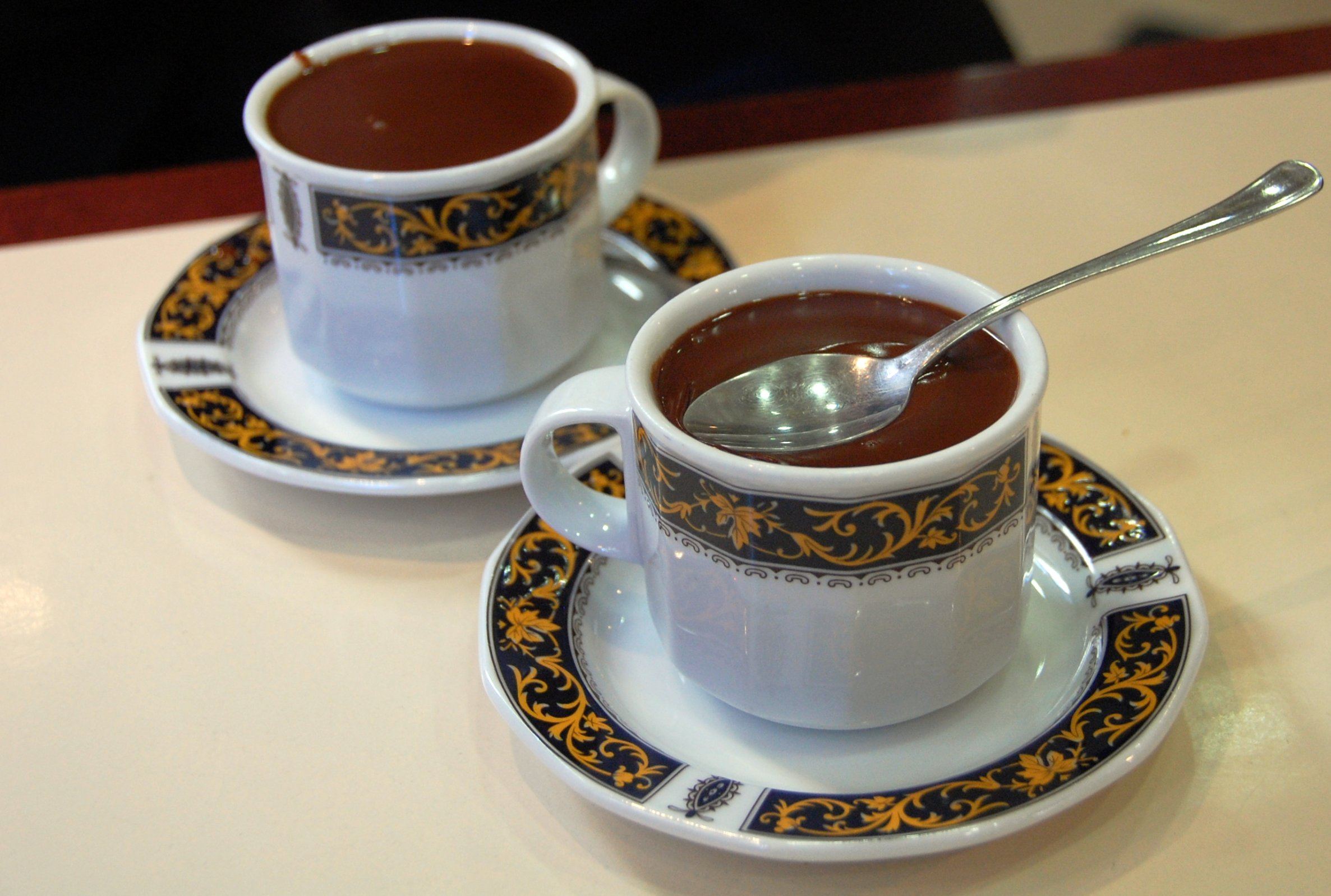
كان يتم تقديم الشيكولاتة في إسبانيا بسُمك كبير.

تم اكتشاف أشكال جديدة من مسحوق الشيكولاتة، والشيكولاتة البيضاء والكاكاو، في عام 1930. كما زادت المعرفة حول صفات زبدة الكاكاو. مما أدى ذلك لاكتشاف خصائص غذائية جديدة ومواد مضادة للأكسدة في الشكولاتة.
كان يتم إعداد الشيكولاتة في هذا الوقت، من خلال آلات الطحن الحديثة التي أُنشئت خلال الثورة الصناعية في القرن الماضي. ولكن كانت تُستعمل في إسبانيا بطريقة تقليدية: كان يتم طحن الشيكولاتة باليد. في مدريد، أعلن مصنع الشكولاتة المهم الإسبانية أن طحن الشكولاتة باليد يدل على أن نوعيتها جيدة. كانت لا تعين الشركات الناشئة عمالة كثيرة ولكن يكونون ذات طابع عائلي.
خلال تلك الفترة من أواخر القرن التاسع عشر، كان يتم تحضير الشكولاتة في إسبانيا أكثر سُمكًا من الخارج، حيث كان يتم إعداد الشيكولاتة في الخارج بشكل أكثر مرونة. فكانت الشيكولاتة تحتوي على النشا (دقيق القمح والبيكن بودر) بنسبة عشرة أوعشرين في المئة. حتى أصبح صنع الشيكولاتة السميكة أمر تقليدي في إسبانيا، لدخول إسبانيا في السوق الأوروبي المشترك، مما أدى للتفاوض حول محتوايات الشكولاتة المضافة لتكون مقبولة. ويمكن رؤية الشيكولاتة السميكة في كتاب الشيكولاتة السميكة، حيث رأى بعض الكتاب أن الشيكولاتة في إسبانيا سميكة ولكنها نقية جدًا.
كانت تُقدم الشيكولاتة خلال هذه الفترة في مختلف الأماكن العامة مثل المقاهي. وتدريجيًا، تم الابتعاد عن القرع بسبب وجود الشيكولاتة. فكان يتم كسر القرع بسهولة وكان الحفاظ عليه مكلف، وكان هذا سبب من أسباب الابتعاد عنه. وانتشرت الشكولاتة في المدن الإسبانية الكبيرة، التي أصبحت متخصصة في عمل الشيكولاتة، وكانت الشيكولاتة تُقدم أيضاً في الأعياد وولائم الجنائز. كما أصبح في بعض المنازل تناول الشيكولاتة مع الوجبات الأساسية شيء تقليدي: وفي كثير من الحالات، كان يتم تقديم الشيكولاتة كمشروب للزوار. وتتكون هذه الوجبات الخفيفة من الشيكولاتة الساخنة مع المكرونة والتسالي المختلفة، "كما هو العرف الإسباني.

### أوائل القرن العشرين

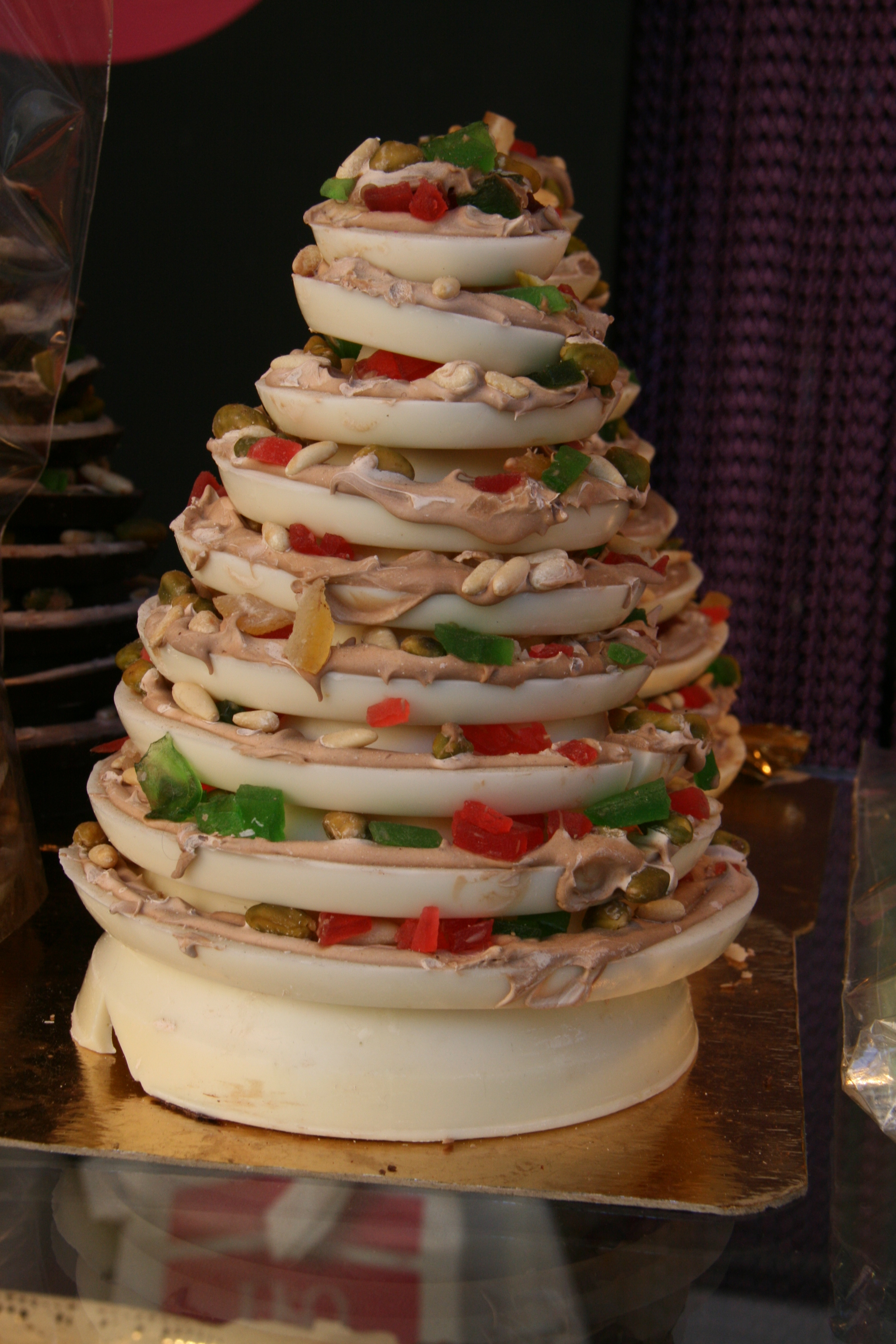
عدة أدوار من الشيكولاتة البيضاء في محل حلويات في مدريد.

بدأت أشكال جديدة من الشكولاتة في الظهور ، من ضمن هذه الأشكال الأقراص وكانت صلبة وخام. وكان هذا النوع من الشكولاتة أكثر صعوبة في التصنيع، ولكن التقدم التكنولوجي الأخير جعل من الممكن تصنيع هذا النوع بكميات كبيرة، وجعل توزيعه أفضل. عندما بدأ هذا النوع من الشكولاتة الانتشار في جميع إسبانيا، في أوائل القرن العشرين، ظهرت ساندويتشات الشكولاتة في الوجبات الخفيفة التقليدية. وتم عمل اختراعات أخرى للشباب مثل «الشكولاتة على هيئة عملات» و «السيجار الشكولاتة»، وغيرها. بنفس الطريقة أيضًا، ظهرت الشكولاتة على أشكال البنبوني لتزيين الكعك في المدن الكبيرة. وأيضًَا بدأ الشيف خوان دي لاماتا من مدريد بإضافة موس الشكولاتة كمقدمة لكتابه رغوة الشكولاتة في القرن الثامن عشر. كما أنه في بداية القرن بدأت محلات الحلويات الإسبانية بوضع الشكولاتة في الكعك، كمكون أو للتزين. وتم وضع الشكولاتة أيضًا في سلع أخرى من الحلويات الإسبانية، مثل: كعك عيد الفصح والكوكا من كاتالونيا.
كان يتم تناول الشكولاتة في المقاهي في أوائل القرن العشرين، وبدأ تراجع «ثقافة الشكولاتة» في نفس الوقت. وظهور المشروبات الأخرى جعل تناول الشكولاتة يقل تدريجيًا مثل: القهوة بدأت تصبح أكثر شعبية وطلب الشكولاتة قل. وفي الوقت نفسه، أصبحت مصانع الشكولاتة أقل إنتاجاً.
فقد بدأت المشروبات الأخرى تدخل في منافسة مع الشكولاتة. ولذلك؛ في عام 1931 ظهرت فكرة جديدة لمشروب الشكولاتة من رجل الأعمال الكاتالوني، جوان فيادر روجر، الذي قرر تسويق الشكولاتة مع الحليب. وسُمى هذا الاختراع كاكولات  وأصبح شعبي جدًا في إسبانيا في منتصف القرن العشرين.
وبدأت أيضًا شركات الشكولاتة الإسبانية تنتج شكولاتة مختلفة مثل شركة نوتركسبا، التي أطلقت بنجاح شكولاتة كولا تساو (وهو عبارة عن مسحوق الكاكاو الذي يذوب مع الحليب الساخن). وبالمثل، ظهرت بوساكاو. وكانت شركة ماتياس لوبيز مثل غيرها من شركات الشكولاتة ، ظهرت في لوغو في عام 1825؛ وأطلقت شكولاتة ألجوريكا، وشكولاتة نوجروليس، التي بدأت التداول في عام 1843 (بفضل الرسومات اللاصقة التي صممها فرانسيسكو أورتجو فيريدا، الذي أنشاء الحملة الإعلانية الأولى في إسبانيا)؛ وتأسست شركة سانتي فري في عام 1885؛ وأنتجت شكولاتة فالور، وشكولاتة ريكورد، وشكولاتة لاكاسا، وشكولاتة جونكوسا.
كانت الشكولاتة التي يتم أنتاجها في هذا الوقت تحتفظ ببعض الخصائص القديمة، وفي بعض الحالات كانت نسبة الشكولاتة تقل في المنتج بسبب وجود اللوز المطحون أو القمح مع الشكولاتة. مما جعل سمك الشكولاتة أكبر وانتقد ماركيسا دي بارابير هذا النوع المنتج من الشكولاتة، مما أدى إلى خفض جودة هذا المنتج.
وكان يوجد ثلاث طرق لوجود الشكولاتة في عام 1960 في العائلات الثرية: الطريقة الأولى هي عمل الشكولاتة الكلاسيكية السميكة (وهي الطريقة الإسبانية)، أو الطريقة الثانية هي عمل الشكولاتة بالحليب المجفف (وهي الطريقة الفرنسية)، أو الطريقة الثالثة هي عمل الشكولاتة بالكريمة (وهي الطريقة السويسرية) وكانت هذه الطرق الثلاثة هي الشائعة في المقاهي أيضًا.
كانت وصفات إعداد الشكولاتة الإسبانية نادرة في مكوناتها. ومع ذلك، كان يتم إعداد بعض الأطباق مثل فتة الشكولاتة (في نافار)، وجراد البحر مع الشكولاتة (في جايجو)، ألخ. وكان تقديم الشكولاتة له أشكالاً مختلفة. وفي مناطق كثيرة كانت الشكولاتة تُستخدم مع الفواكه المختلفة وتُستخدم الفواكه على حسب كل منطقة: ففي الجنوب كانت تُقلى، وفي الشمال كانت يوجد الكروس والزلابية.
في هذا الوقت نشأت أيضًا بدائل الشكولاتة، ولكن في بعض الحالات، كانت تُصنع شكولاتة مغشوشة لخفض سعر المنتج. وكانت المكونات المُستخدمة رقائق البسكويت الناعمة أو الفول السوداني المطحون، وغيرها. هذه الإضافات، على الرغم من أنها لا تشكل خطرًا على الصحة، كانت قليلة لأن جودة المنتج انخفضت. ولكن سرعان ما تم اعتماد هذه المكونات من منظمة الصحة. وأيضًا تم إضافة زبدة الكاكاو في الشكولاتة والدهون الأخرى، مثل زيت النخيل أو زيت جوز الهند.

### قترة ما بعد الحرب والقرن الحادي والعشرين

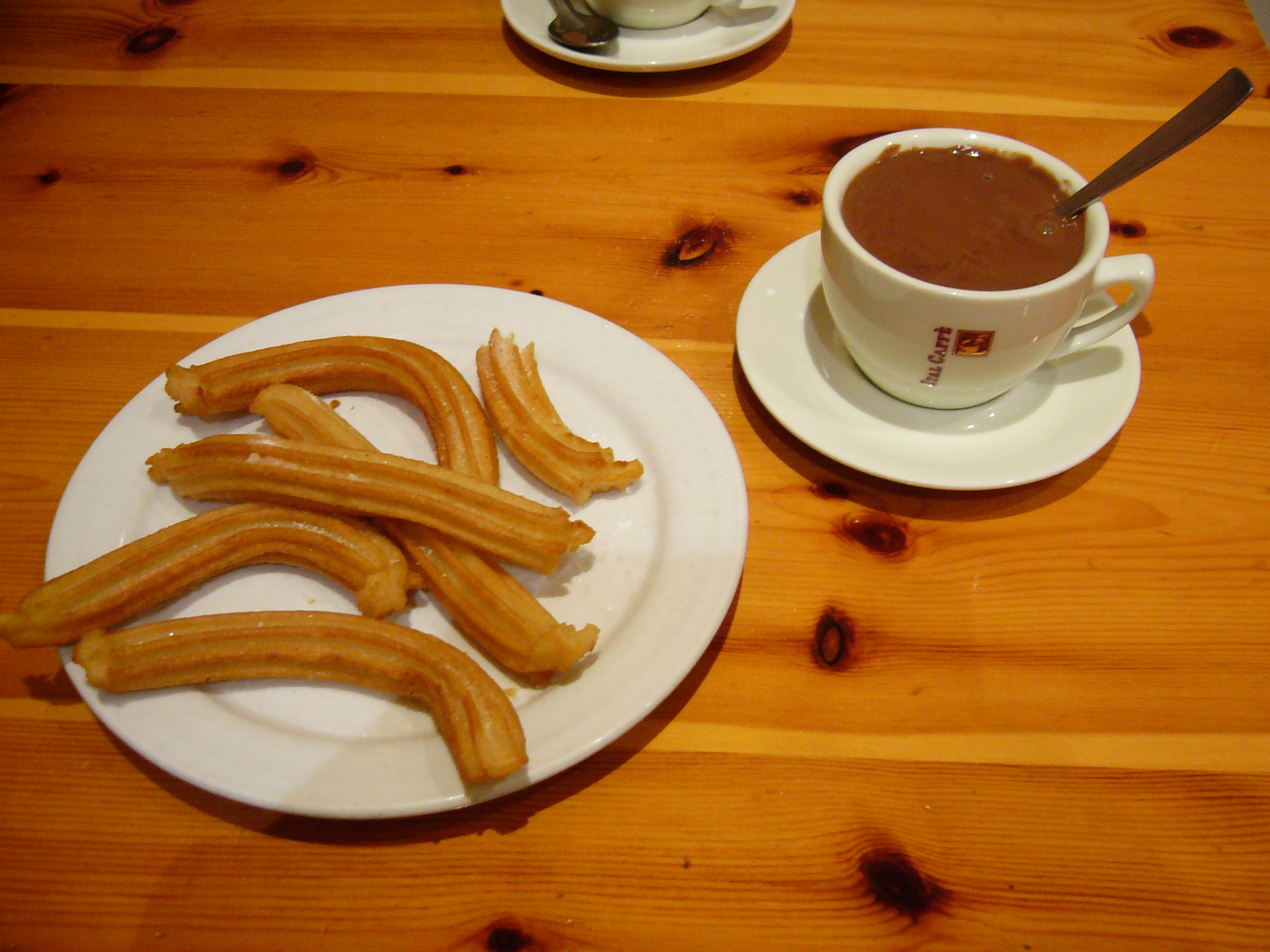
توضح هذه الصورة استخدام الشيكولاتة بالكروس الشعبية في إسبانيا كإفطار أوكوجبة خفيفة. فهو منظر حديث للتذكرة بوقت انتشار هذا النوع من الشيكولاتة في إسبانيا.

خلال الحرب الأهلية، حدث انخفاض كبير في استهلاك الشكولاتة نظرًا لعدم وجود الإمدادات الغذائية العامة. ومع ذلك، بعد الحرب، نظراً لندرة المنتجات والكاكاو والسكر تم احتكارهم من قبل جمعية التموين الأمريكية وأصبحت بعض بدائل الشكولاتة ذات شعبية كبيرة، مثل شكولاتة الخروب. في بعض الأحيان، كانت لاتوجد قشور الكاكاو في المشروب، التي كانت توجد في دورة إنتاج المشروبات. كانت «قشور الشكولاتة» شعبية جداً عند بعض السكان الإسبان: على سبيل المثال، فإن اسم سكان لاكورونيا أنها جاء لحبها للقشور ، وذلك بسبب استهلاكها لهذا النوع من الشكولاتة.
في عام 1940، بدأت تحصل القهوة بالحليب على شعبية أكثر وأكثر كمشروب بين الإسبان، ويتم تناولها في كثير من الأحيان بديلاً عن الشكولاتة. وكان بعض الكتاب يدعون إلى استخدام الشكولاتة لأنها إسبانية الأصل. وكانت المنازل التي تصنع الشكولاتة في هذا الوقت تستخدم الملصقات التسويقية لبيع قطع من الشكولاتة. وعدم السرعة في عمل رخصة بيع للأسر المُصنعة للشكولاتة أدى إلى تداول نفس العلامة التجارية حتى أصبحت سلسلة من إنتاج الشكولاتة. وأثناء الحرب العالمية الأولى بين كوبا وأفريقيا أنتج منزل خوكوسا الشكولاتة لكلا البلدين. واستمر إنتاج شكولاتة أماتلر مع الحرب العالمية الثانية. وبدأ وضع علامة نستله التجارية. وفي الستينات بدأت مجموعة ستار لوكس عمل مختلف كريمات الشكولاتة المتداولة في أوروبا وأنشئت شكولاتة نوتيلا التي (مكوناتها الأساسية كانت الحليب والكاكاو والبندق والسكر). وتم الإعلان عن المنتج مع شعار ميرنديا. ومن أجل أن تكون معروفة بين الشباب أصبحت نوتيلا برعاية المعسكرات الرياضية، وتم نزولها في الإعلانات بقوة. وهكذا، أصبحت نوتيلا علامة تجارية رئيسية في هذا القطاع. وفي عام 1982، ظهرت شكولاتة لاكاسيتو خط منتجات شكولاتة لاكاسا، التي تم إنتاجها سابقًا في الخمسينات.
في الوقت الحالي في إسبانيا، توجود العديد من المحلات التجارية في المدن تبيع الشكولاتة ويزيد استهلاك الشكولاتة في أشهر الشتاء. وأصبحت الشكولاتة تُقدم مع الخبز المحمص والكروس، ومع أية فاكهة أخرى. اليوم، أصبجت إسبانيا من كبار العشر دول المنتجين للشكولاتة في العالم، والسابعة في أوروبا. ومع ذلك، قد توقف استهلاك منتجات الكاكاو. من أوائل القرن التاسع عشر، كان طلب الشكولاتة يوجد في فئات الأطفال والشباب؛ لأن التغير الديموغرافي الجديد في إسبانيا جعل عدد الشباب يقل، وبالتالي انخفض طلب الشكولاتة.

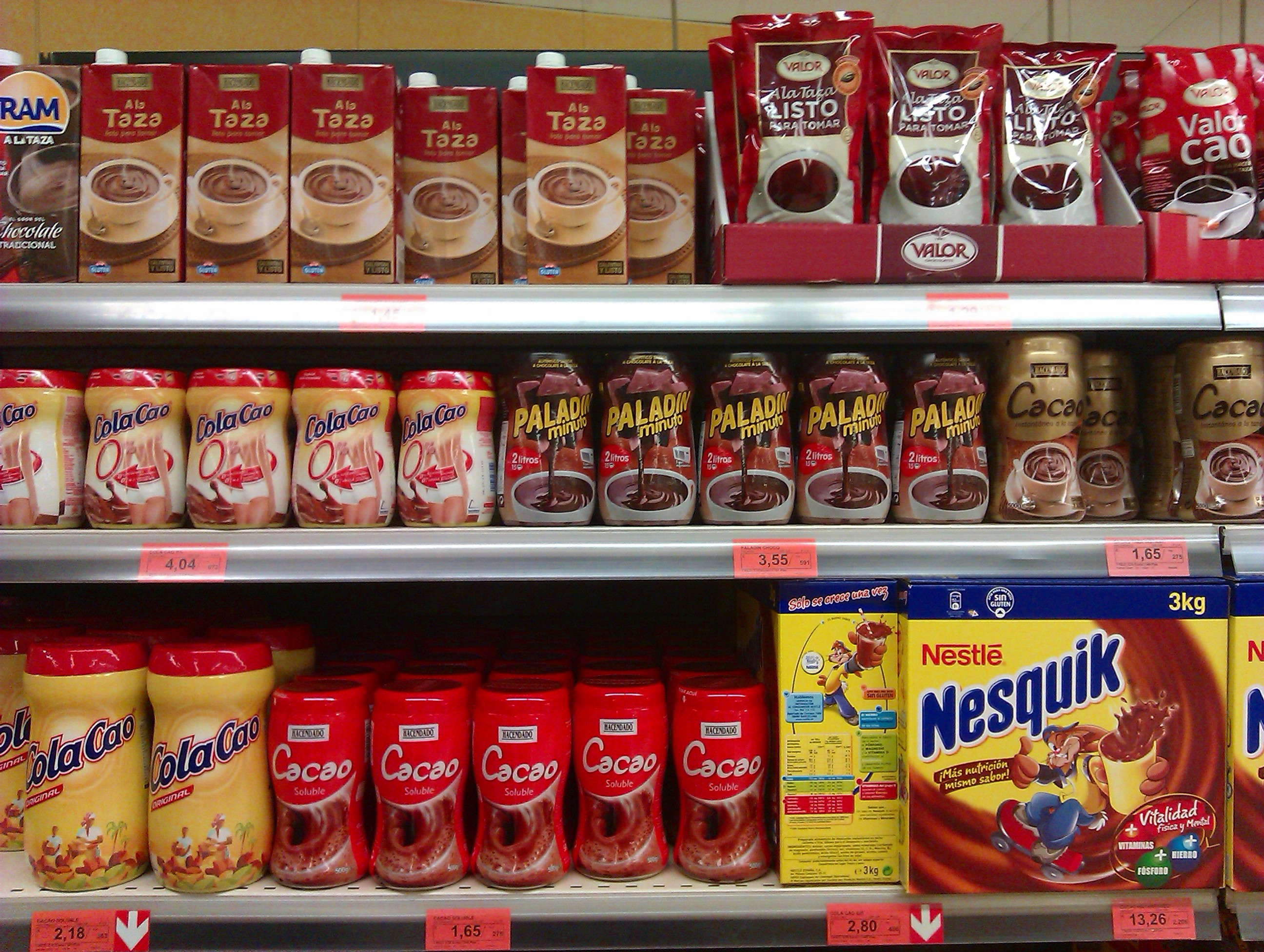
عرض الكاكاو البودرة للبيع في سوبر ماركت في إسبانيا.

وكان مسحوق الكاكاو يدخل في صناعة الشكولاتة بنسبة خمسين بالمائة، وباقي المسحوق يذهب إلى الحلويات المتنوعة، بدءً من أقراص الحلويات حتى الكريمات والمعجنات. وكان الكاكاو يُستهلك بكمية كبيرة في أوروبا؛ لأنهم كانوا يستخدمون كاكاو قابل للذوبان، وكان يدخل في صناعة أقراص الشكولاتة، والبنبوني، وباقية منتجات الحلويات. وأنتجت بعض الشركات أنواع قديمة من الشكولاتة مثل شكولاتة فالور، وكان هدفها ليس فقط إنتاج ومعالجة الشكولاتة، ولكن أيضًا توفير الأماكن التي يتم فيها بيع هذا المنتج. فهي كانت شركات صغيرة وهدفها البيع في السوق الداخلي، وتقع معظمها في برشلونة. وكانت شركة نوتركسبا واحدة من أكبر الشركات الإسبانية المنتجة للشكولاتة.
كانت إسبانيا في أواخر القرن العشرين، الثامنة في استهلاك الكاكاو، فقد تراوح استهلاكها مابين2-4 كيلوغرامات. ومع ذلك، ارتفع استهلاكها للشكولاتة في عام 1930 فقد استهلكت 8000 طن، بينما في عام 2000 تجاوز 500,000 طن، وقد وصل الاستهلاك الحالي لأربعة كيلوغرامات للشخص في العام. وبالرغم من ذلك، هذه القيمة للاستهلاك قليلة عن قيمة استهلاك الدول الأوروبية الأخرى.

## متاحف الشيكولاتة
وقد أدى تناول الشيكولاتة بكثرة إلى إنشاء مجموعة من المتاحف المتخصصة في دراسة الشيكولاتة وتطويرها في إسبانيا. وتم افتتاح معظم هذه المتاحف في آواخر القرن العشرين وتتضمن وصفًا للعلامات التجارية والآت المستخدمة في تصنيع الشيكولاتة. وكان هناك تطور ملحوظ في الآت المستخدمة في القرن التاسع عشر.
وكان من المتاحف الأكثر شهرة في شبه الجزيرة الأيبيرية هو متحف الحلويات تولوسا. ومن المتاحف المشهورة أيضاً متحف الشكولاتة في أستورغا، الذي تم تأسيسه في عام 1994 من قبل خوسيه لويس لوبيز جارسيا، ويمكن أن نرى فيه ازدهار الشيكولاتة الذي كان موجود في هذه المنطقة في منتصف القرن التاسع عشر. وكان متحف الشكولاتة في فايلاجويوسا تحت رعاية شركة الشيكولاتة الإسبانية فالور وبه أقسام مخصصة لتاريخ النوجا. ويوجد متحف الشيكولاتة السويدية في مقاطعة فالنسيا. وكان قسم الشيكولاتة الهندية موجود في المتحف الوطني للأنثروبولوجيا في مدريد، الذي يحتوي على معلومات عن مصنع الشيكولاتة دونا ماركويتا، الموجود في مدريد. وأخيرًا، في برشلونة يوجد متحف الشيكولاتة المشهور هناك.